# المسيحية في العراق
تُشكل المسيحية في العراق ثاني أكبر الديانات فيها من حيث عدد الأتباع بعد الإسلام، تليهما ديانات أخرى مثل الصابئيةواليزيدية والكاكائية والبهائية والشيخية والزرادشتية، وتعد المسيحية ديانة مُعترَف بها حسب الدستور العراقي؛ حيث أنه يعترف بأربعة عشر طائفة مسيحية في العراق مسموح التعبد بها. يتوزع أبناؤها على عدة طوائف ويتحدث نسبة منهم اللغة العربية لغةً أمًّا، وغالبيتهم من العرب الأقحاح، في حين أن نسبةً منهم تتحدث اللغة السريانية بلهجاتها العديدة واللغة الأرمنية. يُعتبر مسيحيو العراق من أقدم المجتمعات المسيحية المستمرة في العالم، والغالبية العظمى منهم هم من الآشوريين الأصليين الناطقين باللغات الآرامية الشرقية. هناك أيضاً مجموعة صغيرة من الأرمن والتركمان والأكراد والعرب المسيحيين. ويعيش المسيحيون في المقام الأول في بغداد والموصل والبصرة وأربيل ودهوك وزاخو وكركوك وفي البلدات والمناطق الآشورية مثل سهل نينوى في الشمال.
احتفظت المسيحية في العراق وعلى خلاف سائر الدول العربية بطابعها الأصلي، فظلت مسيحية سريانية ولم تتعرب بنسب كبيرة كما حصل في بلاد الشام ومصر، وإن كان معظم أتباع هذه الكنائس يجيدون العربية حاليًا كلغة تخاطب يومي سيّما في المدن الكبرى. أكبر كنيسة في العراق هي الكنيسة الكلدانية الكاثوليكية ومقرها ببغداد تليها كنيسة المشرق الآشورية التي نقل مركزها من الموصل إلى شيكاغو بعد مجزرة سميل عام 1933 بالإضافة إلى تواجد للكنيسة السريانية الأرثوذكسية والسريانية الكاثوليكية. هناك أقليات أخرى تتبع من الروم الملكيين والأرمن والبروتستانت في العراق. يعيش أغلب مسيحيي العراق خارج البلاد ولا توجد أرقام دقيقة عن نسبة المسيحيين العرب غير أنه باستثناء المسيحيون المنتمين للكنائس السريانية والأرمنية فإنه لا يتبقى سوى عدة آلاف ممن قد يصنفون كمسيحيين عرب. اتخذت الأنظمة الحاكمة في العراق سياسة تعريب بلغت ذروتها في السبعينيات من القرن العشرين عندما تم تصنيف جميع المسيحيين على أنهم عرب.
بالنسبة للوضع السياسي، لدى المسيحيين قانون أحوال شخصية خاص بهم، وتعتبر السريانية لغة رسمية في المناطق التي يشكلون فيها أغلبية في شمال العراق. يوجد عدد من الأحزاب السياسية المسيحية، ويمثل المسيحيين العراقيين في البرلمان العراقي كل من الحركة الديمقراطية الآشورية بثلاثة مقاعد والمجلس الشعبي الكلداني السرياني الآشوري بمقعدين.
تاريخيًا أدّى مسيحيو العراق خاصًة السريان من يعاقبة ونساطرة دورًا مهمًّا في الترجمة والعلوم والطب خلال فترة الدولة العباسية، لقد ترجم المسيحيون من اليونانية والسريانية والفارسية، واستفادوا من المدارس التي ازدهرت فيها العلوم قبل قيام الدولة العربية خصوصاً مدارس مدن الرها ونصيبين وجنديسابور وأنطاكية والإسكندرية المسيحية والتي خرجت هناك فلاسفة وأطبّاء وعلماء ومشرّعين ومؤرّخين وفلكيّين وحوت مستشفى، ومختبرًا، دارًا للترجمة، ومكتبة ومرصدًا.
تعود هجرة مسيحيي العراق إلى بداية القرن العشرين بسبب مجزرة سميل في شمال العراق التي دعت عشرات الآلاف للنزوح لسوريا، وبعد استقرار خلال منتصف القرن العشرين عادت ظاهرة الهجرة متأثرة بعوامل اقتصادية واجتماعية خصوصًا بعد حصار العراق وحرب الخليج الثانية، إلا أن وتيرتها تسارعت بشكل كبير في أعقاب غزو العراق عام 2003 وما رافقه من انتشار لمنظمات متطرفة شيعية وسنيّة. وبحسب تقارير انخفض عدد الطوائف المسيحية في العراق إلى النصف في السنوات الأخيرة بسبب الهجرة، حيث قُدِر عددهم بحوالي مليون نسمة في عام 2013 لكن انخفضت هذه النسبة بسبب الهجرة، حيث تم استهداف الكنائس والمجتمعات المسيحية والتي شملت أعمال اختطاف وتعذيب وتفجيرات وقتل في جميع أنحاء البلاد منذ سقوط صدام حسين في عام 2003.

## تاريخ

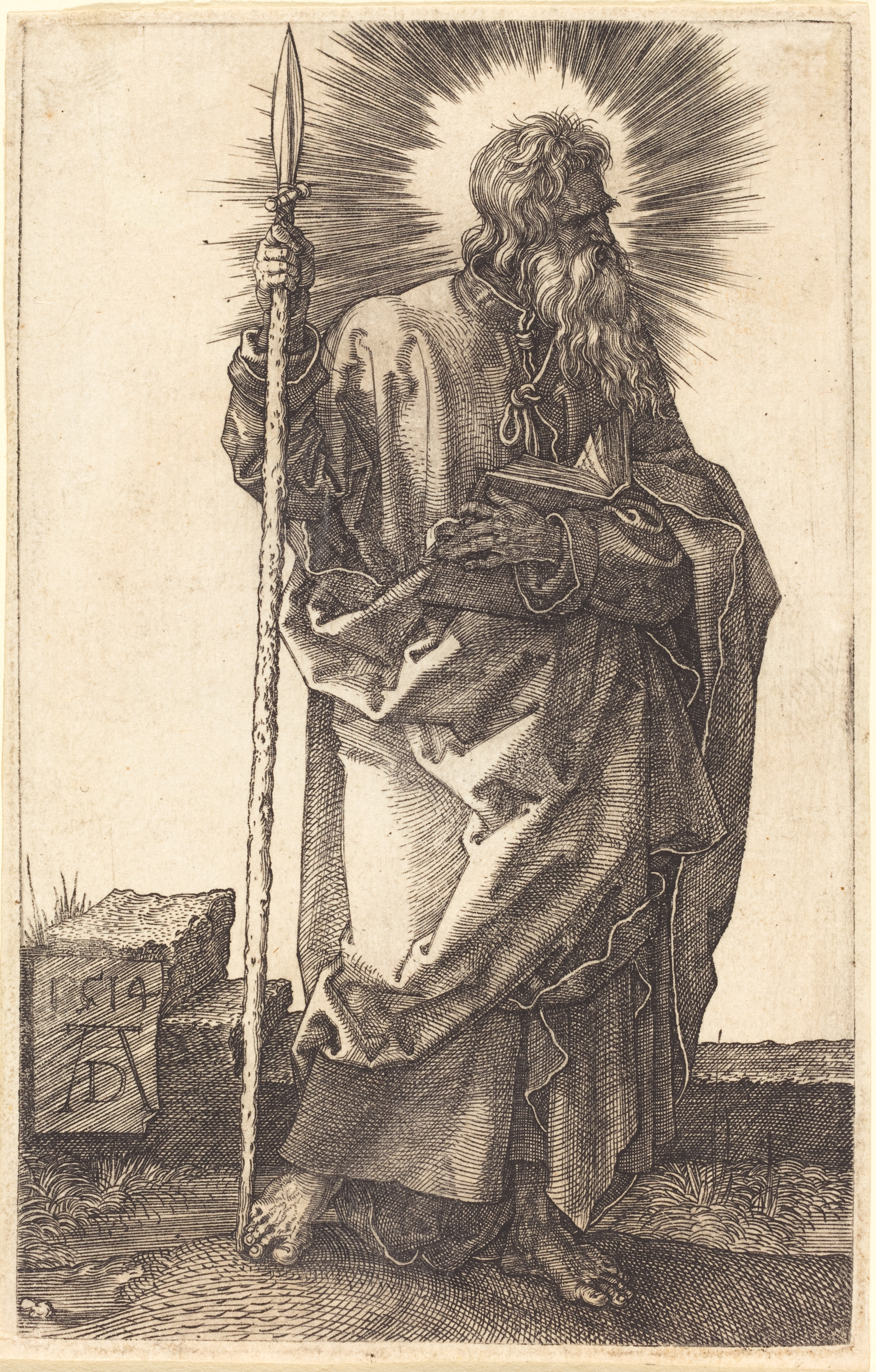
نقش لآلبرخت دورر يظهر توما الرسول. يعتبر توما بحسب التقليد المسيحي أول مبشر بالمسيحية في بلاد ما بين النهرين.

ظهرت المسيحية في القرن الأول الميلادي حيث كان معظم سكان العراق يعتنقون المسيحية، وبعض منهم اليهودية والمجوسية والمانوية وعبادة الأوثان، وبعد دخول المسلمين للعراق تضاءلت أعداد المسيحيين بشكل كبير على مدى عدة قرون لأسباب عديدة منها فرض الجزية واعتناق الناس الإسلام. أقدم كنيسة في العراق موجودة آثارها في محافظة كربلاء قرب بلدة عين تمر وهي تعد من أقدم الكنائس في العالم. يضع التقليد المسيحي دخول المسيحية لبلاد ما بين النهرين إلى القرن الأول الثاني. ففي «أسطورة منديل الرها» بحسب رواية يوسيبيوس يرسل الملك أبجر الأسود مستشاره حنانيا في طلب يسوع بعد أن سمع بمعجزاته ويدعوه إلى المجيء إلى مملكة الرها، غير أن يسوع يعطيه صورته منقوشة على منديل ويعتذر عن المجيء ويعده بإرسال مار أدي أحد تلامذته الاثنان والسبعون والذي ينشر المسيحية بمملكته.
يعتبر توما أحد التلاميذ الاثنا عشر أول من بشر بالمسيحية في بلاد ما بين النهرين وفارس بحسب التقليد المسيحي. وبحسب التقليد السرياني، فقد قام مار ماري تلميذ مار أدي بنشر المسيحية في بلاد الرافدين وبالتحديد ببابل وكرخ سلوخ (كركوك) في القرن الأول. غير أن ابن العبري يذكر أن مار أدي هو المسؤول عن نشر المسيحية في كل فارس وآشور وأرمينيا وميديا وبابل وغيرها، كما يوافقه في الرأي مؤرخون سريان آخرون مثل ماري ابن سليمان ومخطوطات تاريخ كنيسة المشرق منذ القرن السابع. ومن الواضح هنا أن حدياب (أربيل حاليًا) لعبت دورًا مركزيًا في تاريخ المسيحية المبكر في الإمبراطورية الفارثية وذلك بسبب انتشار اليهودية سابقًا بها. ويظهر هنا اسم أول أسقف على المدينة «بقيذا» الذي سيم بحسب التقليد سنة 104 للميلاد.
بحسب تقليد كنيسة المشرق يرجع أصل جاثليقها الثالث والرابع إلى عائلة يوسف والد يسوع بالتبني، التي يفترض وصولها إلى قسطيفون من فلسطين. ويتطابق هذا مع رواية تاريخية تذكر قيام الإمبراطور الروماني دوميطيان بالبحث عن عائلة يسوع الناصري في فلسطين خلال حملة لاضطهاد المسيحيين وهو الأمر الذي دعا هؤلاء بحسب هذه الفردية إلى الهجرة إلى الإمبراطورية الساسانية أثناء الهجرة اليهودية في تلك الأثناء. ومن المعروف تاريخيًا أن المسيحية أصبحت بحلول القرن الثالث متوطدة في شمال ما بين النهرين وخاصة بمدينة الرها التي أصبحت في فترة مبكرة مركزًا ثقافيًا للمسيحية السريانية. وتظهر هيمنة الرها جليًا في اعتبار لهجتها الآرامية التي عرفت بالسريانية لغة ليتورجية لهذه الكنائس. ويبدو أن المسيحية انتشرت بسرعة شرقًا بعد أن قام أباطرة الساسانيين وخاصة شابور الأول بحملات على الإمبراطورية الرومانية كانت من نتائجها سبي عدد كبير من مسيحيي سوريا وقيليقية وكبدوكية، من ضمنهم بطريرك أنطاكيا الذي أصبح أول أسقف على «بيث لافط» (جنديسابور). ومن اللافت للنظر هنا أن هذا السبي أدى إلى حدوث ازدواجية في كنيسة فارس وذلك لتواجد كنيستين: سريانية ويونانية، وذلك حتى القرن الخامس. ويظهر ذلك في نقوش كاترير، الكاهن الأعظم للزرادشتية، والتي تذكر اضطهاد المسيحيين السريان (نصرايي) واليونان (كريستياني). ويعود تاريخ المسيحية في كردستان إلى العصور المبكرة، ففي عام 338 للميلاد تحوّل حاكم كردي عُرف باسم تيرداد إلى المسيحية. ووفقًا للتقليد الكنسي نجح مار سابا في تحويل بعض من «عبَّاد الشمس» (وهي إشارة على الإرجح إلى أتباع اليزيدية) من الأكراد إلى الديانة المسيحية في القرن الخامس.

### الفترة الآرامية المسيحية

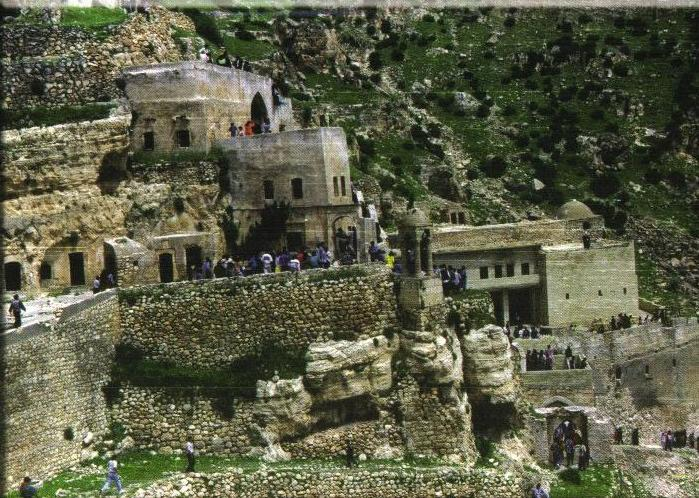
دير الربان هرمزد الواقع بالقرب من بلدة ألقوش بشمال العراق حاليًا؛ واحتل الدير مكانة مرموقة لدى مسيحيين بلاد الرافدين.

في أوائل القرن السادس قبل الميلاد سقطت بابل وهي آخر عاصمة لدولة عراقية مستقلة. حينها سيطر الفُرس على بلاد النهرين وراحوا يتبنون بالتدريج الميراث الحضاري العراقي، وأبسط مثال تبنيهم ليوم نيروز الذي كان يومًا مقدسًا عراقيًّا باسم «حاجتو» (أي يوم الحج)، وهو اليوم الأول من السنة العراقية الجديدة التي تبدأ في أول أيام المنقلب الربيعي، وفيه يعود تموز إله الخصب الذكوري إلى الحياة ليخصب عشتار إلهة الخصب الأنوثي وتعود الخضرة والحياة إلى ربوع النهرين.
منذ القرن السادس قبل الميلاد حتى القرن السابع الميلادي، أي خلال أكثر من ألف عام، استمر العراق تابعًا للدول الأجنبية، وأصبح ساحة للصراع بين القوتين الأساسيتين في المنطقة حينذاك: القوة الفارسية والقوة الأوربية الإغريقية ثم الرومانية ثم البيزنطية، ولكن الهيمنة الفارسية كانت هي الأقوى والأبقى. ولم تنته هذه الحالة إلا بالفتح العربي الإسلامي. يشبِّه البعض تلك الفترة الطويلة المضطربة بتلك الحقبة التي عاشها العراق بعد سقوط بغداد وتحوله إلى ساحة للصراع الإيراني العثماني، حتى الفتح الإنكليزي وقيام الدولة الوطنية.
خلال تلك القرون التي أعقبت سقوط بابل، خسر العراقيون الكثير من ميراثهم الحضاري مع فقدانهم لاستقلاليتهم السياسية. لكنهم تمكنوا من الحفاظ على خصوصيتهم الثقافية والدينية رغم كل الضغوطات الحضارية الفارسية والغربية؛ فقد بقوا متمسكين بلغتهم الآرامية (السريانية) التي هي امتداد للغتهم السابقة الأكدية (الآشورية البابلية)، كما حافظوا على خصوصيتهم الدينية، حيث بقوا على ديانة الخصب السومرية البابلية الآشورية حتى القرن الثاني الميلادي. بعدها تحولوا بغالبيتهم إلى المسيحية، بل إنهم أسسوا مذهبًا مسيحيًّا خاصًّا وهو (المذهب النسطوري). انتشرت الكنائس المسيحية في جميع أنحاء بلاد النهرين، وأصبحت مدينة المدائن مقر الكنيسة النسطورية العراقية الرسمية ومقر المرجع الأعلى (الجاثليق)، وأُطلِق عليها كنيسة بابل، لكن بعض المؤرخين المستشرقين يفضلون أن يطلقوا عليها «كنيسة فارس».

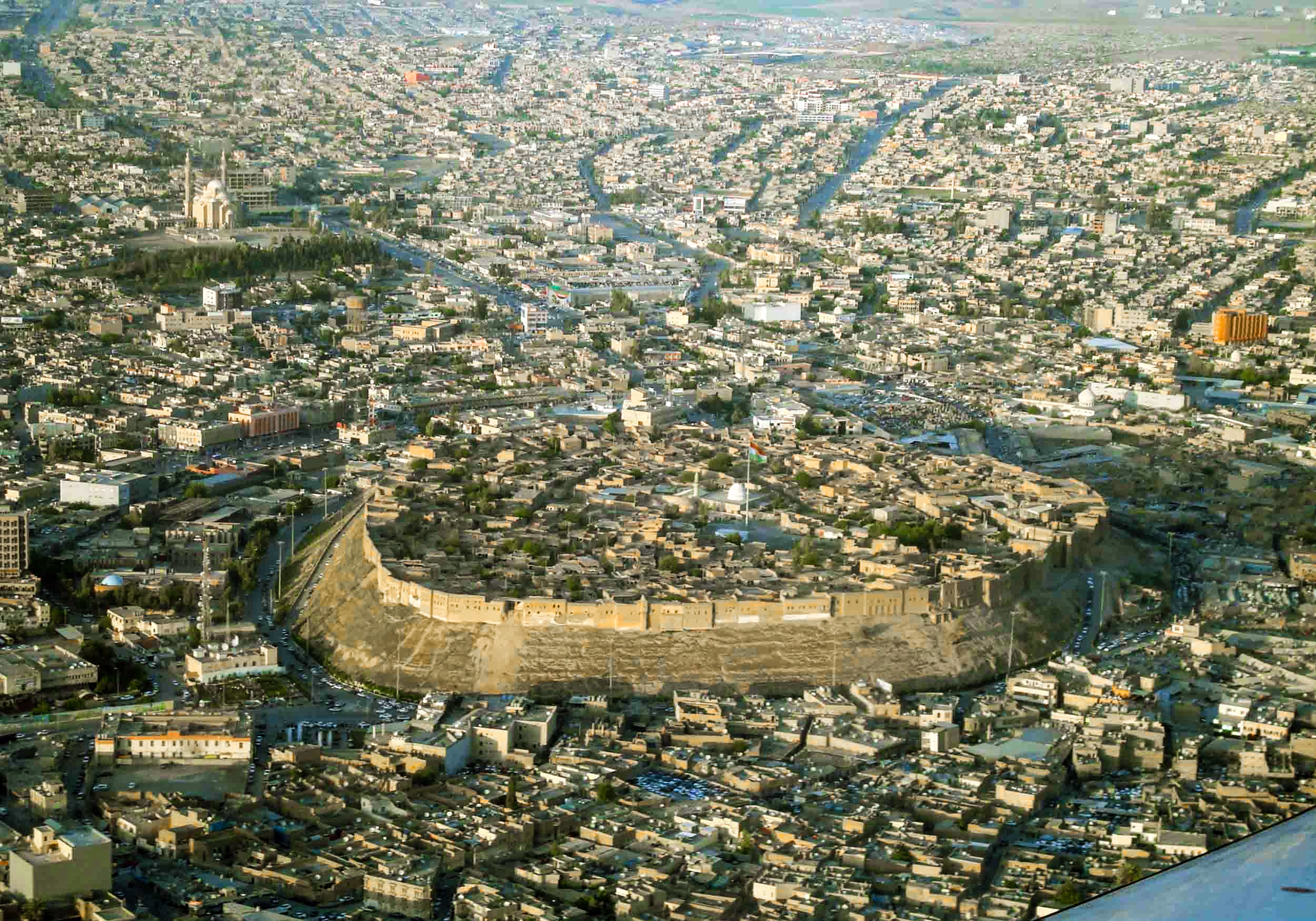
لعبت مدينة أربيل عاصمة حدياب دورًا محوريًا في نشوء كنيسة المشرق.

وقد عانى المسيحيون العراقيون من اضطهاد الدولة الساسانية بسبب إصرارهم على نشر المسيحية في بلاد فارس بحيث تمكنوا من نشرها حتى في داخل البلاط وعائلة الشاه. بل إن اللغة السريانية العراقية أصبحت اللغة الثقافية الأولى في الإمبراطورية، وانحصرت اللغة البهلوية في الجانب الإداري. لهذا بدأ كسرى الأول منذ عام 98 حملة اضطهاد واسعة تواصلت خلال قرنين لاحقين، حيث قام الملوك الفرس من أبناء كسرى وأحفاده وقوَّادهم بمواصلة حملات التنكيل والاضطهاد والقتل خلال قرون. وتعد الفترة الواقعة بين عامي 339 ـ 379 من أكثر عهود الاضطهاد لمسيحيي العراق، وقد سميت بفترة الاضطهاد الأربعيني؛ حيث دامت أربعين عامًا إبان عهد الملك سابور الثاني.
رغم الاضطهاد، ظهر الأدب اللاهوتي والفلسفي بين مسيحيي العراق، وقد بدأه طاطيان المولود في بلاد آشور في أوائل القرن الثاني للميلاد بعمله الدياطسرون، وهو ترجمة لمضمون الأناجيل الأربعة بالسريانية وما أضافه عليها ثم تلاه مليطون السرديني وبرديصان ومدرسته بنهاية القرن الثاني وبداية القرن الثالث، وقد برز من أشهر المؤرخين وكُتَّاب السريان في القرنين الثالث والرابع مار أفرام السرياني، الذي خلَّف مجموعة ضخمة من الأعمال الأدبية والدينية والفلسفية والتاريخية من شعر ونثر، وقد أرَّخ أحداث حصار نصيبين من قبل الفرس شعرًا بين عامي 350 - 370، كما أقام أكاديمية في نصيبين ثم هجرها إلى الرها بعد أن استولى عليها الفرس وأسس هناك أكاديمية أخرى، ويبلغ ما تركه مار أفرام ثلاثة ملايين سطر في مختلف نواحي الحياة.
وأثناء الانشقاقات المذهبية ترك السريان أدبًا في جميع المجالات وبالأخص خلال المجادلات الدينية التي جرت بين النساطرة واليعاقبة، وقد كان للمدارس التي أنشؤوها في كل من نصيبين والرها وجنديسابور وقنسرين، دور كبير في نبوغ الأدباء والعلماء الكبار مثل يعقوب النصيبيني وبار صوما ونرسي ويعقوب البرادعي، ومن العلماء سرجيس الرأس عيني وغيره، ومن كُتَّاب التاريخ يشوع العموني والمؤلف المجهول لكتاب تاريخ الرها ويوحنا الأفسسي وزكريا المدلل.

### الحيرة المسيحية

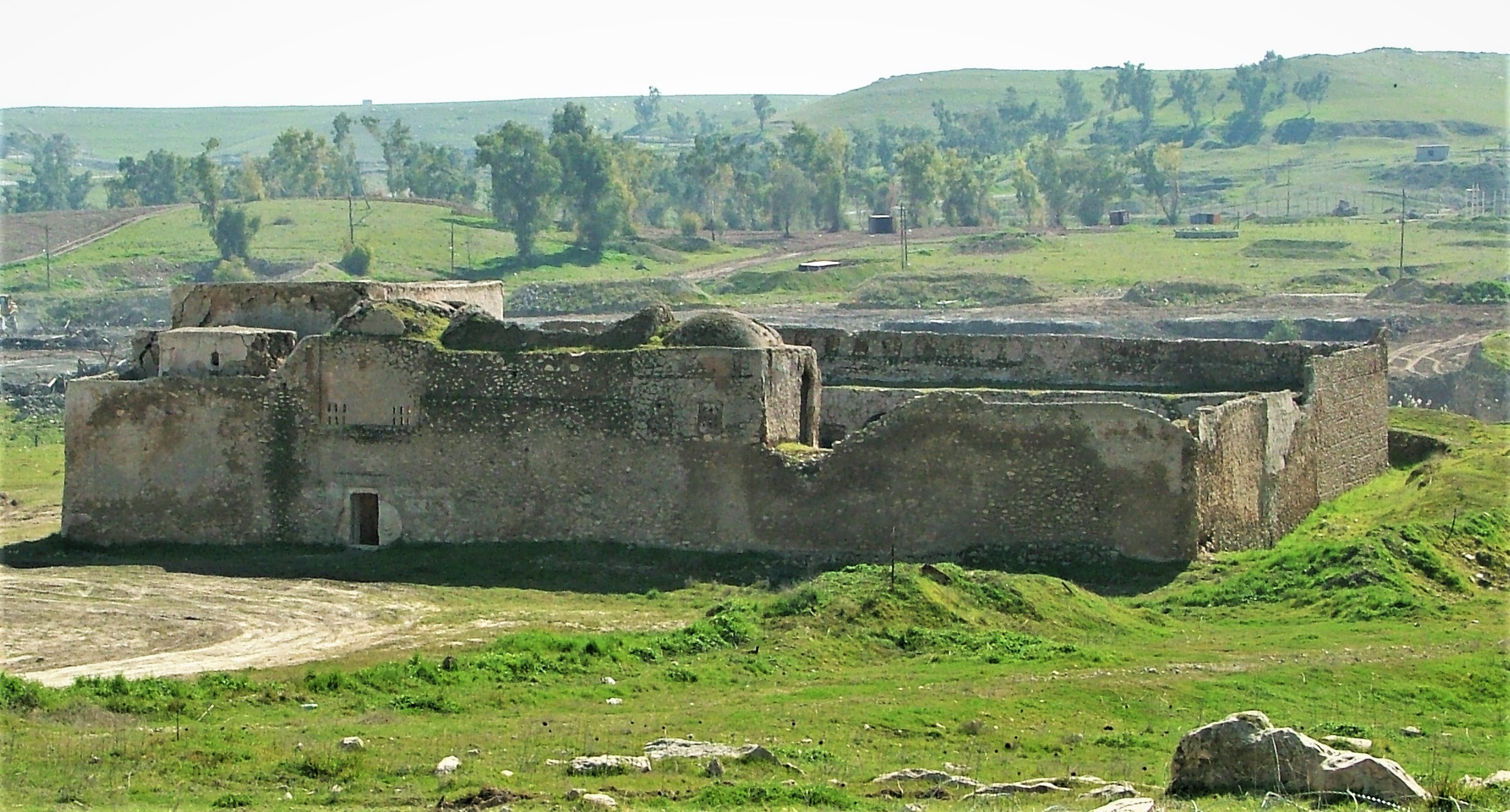
دير مار إيليا الأثري في شمال العراق: أسسه إيليا الحيري.

لقد تعودت وجهة النظر القومية اختصار تاريخ العراق منذ سقوط بابل حتى الفتح العربي الإسلامي، أي أكثر من ألف عام بتاريخ مدينة الحيرة ودولة المناذرة. ورغم أن الحيرة وسكانها لم تشكلا سوى جزء بسيط من سكان العراق آنذاك، إلا أن تلك الوجهة تقتضي أخذ مجتمع الحيرة نموذجًا مصغرًا من عموم المجتمع العراقي. وتقع الحيرة وسط العراق بالقرب من النجف، وقد كان لها دورها في توطيد المسيحية في غرب العراق ونشرها بين القبائل الرحل من عرب والآراميين، بل ونشر المسيحية والثقافة العراقية إلى الجزيرة العربية والحجاز على الأخص، مما ساعد على تقبل المسيحية العراقية. خالفت النسطورية للكنيسة البيزنطية والكنيسة السورية. انتشرت النسطورية عن طريق عدد من ملوك الحيرة وزوجاتهم وعوائلهم.
صارت الحيرة لمكانتها الدينية دارًا لرفات عدد من كبار الجثالقة في تاريخ الكنيسة الشرقية منذ القرن الخامس إلى ما بعد دخول العرب المسلمين إلى العراق بفترة طويلة، منهم: داد يشوع (456) وبابوي (484) وآقاق (496) وحزقيال (581) وإيشوعياب (595) وكوركيس (681) وإبراهيم (850). وأصبحت ملجأً للجاثليق الذي كان مركزه المدائن غالبًا، ففي الأزمات الطارئة بين المسيحية والملوك الساسانيين، يضطر إلى تركها، فحدث أن غادر إيشوعياب الأول الأرزني (582 - 595) إلى الحيرة، واجتمع بالملك النعمان بن المنذر، وكان المنذر قد تنصر حديثًا سنة 593، وصار يعد نفسه من حماة المذهب النسطوري، وأصبحت الحيرة، حاضرة ملكه، من معاقل هذا المذهب، وهناك وافت المنية الجاثليق، فتولت شؤون دفنه هند الصغرى أخت النعمان. ومن المفارقات أن أختي المنذر بن ماء السماء (512-554) وهما هند الصغرى ومريم كانتا مسيحيتين مع والدتهما، وقد تعاونن جميعهن في تأسيس دير شهير.
أهلت المسيحية، وهي خارج السلطة، الحيرة لتخليها عن شريعة سلفها اليهودية والأديان المحيطة بها، التي تُقِر قطع اليد ورجم النساء وقتل المرتد وأخذ الجزية والتدخل بشؤون الناس الخاصة، من تحريم وتحليل المشارب والأطعمة، في أن تكون دوحة للعلم والثقافة والعمران، يضاف إلى ذلك ما ورثته من حضارة بابل، لذا يعد العباديون أكثر أهل الحيرة ثقافةً آنذاك، حذق بعضهم الصناعات، ودرس بعضهم العلوم، وفاق بعض آخر في اللغات، فحذق العربية وتعلم الفارسية، وكانوا يتقنون في الغالب لغة إرم بحكم تنصرهم واعتداد النصارى بها لغةً مقدسة لأنها لغة الدين، لذلك كان لهم وجه ومقام في الحيرة، ولهذا السبب اختار الفرس تراجمهم، ومَنْ كان يتولى المراسلة بينهم وبين العرب من مسيحيي الحيرة). ومن الحيرة امتدت الصِلات بين قريش والعراقيين، فانعكس ذلك فيما بعد على ما بين الإسلام والمسيحية، عبر الصلات التجارية، فكان بالحيرة سراة نصارى اشتركوا مع سراة قريش في الأعمال التجارية، مثل كعب بن عدي التنوخي، وهو من سراة نصارى الحيرة، وكان أبوه أسقفًا على المدينة، وكان يتعاطى التجارة، وله شركة في التجارة في الجاهلية مع عمر بن الخطاب في تجارة البز، وكان عقيدًا لهم.

### الفترة العربية الإسلامية

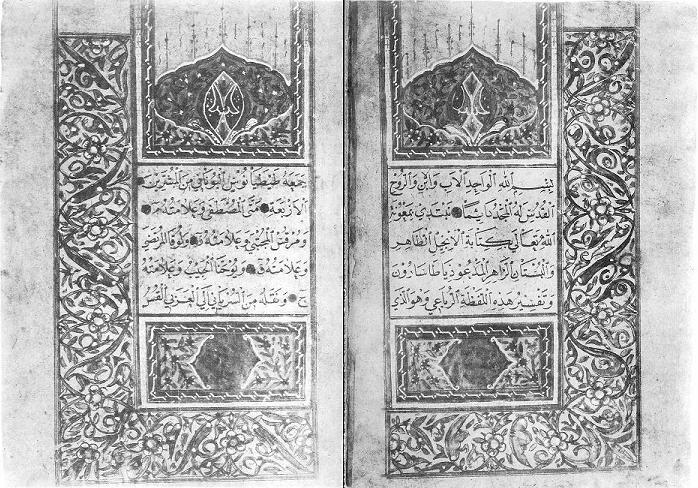
صورة للصفحتين الأولتين من «المخطوط الفاتيكاني عدد 250»، وهو ترجمة عربية لإنجيل الدياسطرون، ويرقى للعصر العباسي.

عندما فتحت الجيوش العربية الإسلامية العراق في القرن السابع، وجدت أمامها حوالي سبعة ملايين عراقي، لغتهم الثقافية والدينية هي السريانية، بمن فيهم الجماعات العربية في إمارة المناذرة في الحيرة. أما من الناحية الدينية فقد كانت غالبيتهم الساحقة تابعة للكنيسة النسطورية، وهنالك أقليات من أتباع الكنيسة اليعقوبية وكذلك اليهود والمندائية. لقد رحب المسيحيون في بلاد الرافدين بالفاتحين المسلمين، إذ كان للصراع الدائر بين الروم والفرس تأثير سلبي كبير على حياتهم المادية والدينية، وهذا ما أدى إلى كره السريان ويأسهم من كلتا الدولتين، فكانوا يطمحون إلى التخلص من هذا الاستبداد بأية وسيلة كانت، لذا عندما جاءت الجيوش العربية الإسلامية عام 637 إلى بلاد النهرين رحب بهم العراقيون أملًا في التخلص من واقع الظلم والاستبداد الذي ذاقوه من قبل الفرس والروم مئات السنين، وقد حصلوا فعلًا على عهود بالأمان من قادة جيوش المسلمين ومن بعض الخلفاء. وعمل البطريرك النسطوري طيموثاوس الأول على تهيئة المرسلين إلى آسيا وذلك بتدريسهم كل من الفلسفة واللاهوت بالإضافة إلى ثقافات ولغات الشعوب الأخرى. وقام بعض الرهبان النساطرة بالسفر إلى أواسط آسيا والصين لنشر المسيحية فيها بسبب القيود التي فرضت على نشر المسيحية بين المسلمين في المشرق، ووصلت أوج قوة كنيسة المشرق والتي كان مقرها في بغداد بين القرنين السادس والرابع عشر حيث كانت حينئذ أكبر كنيسة انتشارًا جغرافيًا ممتدة من مصر إلى البحر الأصفر شرقا كما شملت بالإضافة إلى السريان المشارقة الذين احتفظوا بالبطريركية تقليديًا الملايين من الفرس والترك والمغول والهنود والصينيين. وشهدت بداية القرن التاسع ظهور عدد كبير من الكتب الدينية المسيحية بالعربية بدلاً من السريانية، فبالرغم من كتابة طيموثاوس الأول لأعماله بالسريانية غير أنها سرعان ما كانت تترجم للعربية. من أبرز من ألف بالعربية كذلك السكرتير البطريركي أبو الفضل علي بن ربان النصراني، وعمار البصري وإسرائيل الكشكري، على أن أهم لاهوتيي كنيسة المشرق كثيودور بار قوني استمروا بالتأليف بالسريانية التي تطورت مفرداتها الأدبية بشكل ملحوظ.
أدى انتصار العباسيين وتحول مركز الخلافة إلى بغداد إلى تقارب بين الخلفاء وبطاركة كنيسة المشرق. قام طيموثاوس الأول بتحويل كرسيه من كاتدرائية كوخي بقطيسفون إلى دير الجاثليق على الضفة الغربية لدجلة في بغداد. فأصبح بطريرك كنيسة المشرق القاطن في بغداد ممثلاً عن جميع المسيحيين ضمن الدولة العباسية على اختلاف مذاهبهم. غير أن فترة العباسيين شهدت كذلك اضطهادات متفرقة عادة ما تزامنت مع فترات الحروب ضد البيزنطيين. كان أشدها في عهد الخلفاء محمد المهدي وهارون الرشيد، والمأمون ما أدى إلى حدوث هجرات كبيرة لمسيحيي العراق إلى سواحل البحر الأسود الجنوبية وخاصة مدينة سينوبي حيث استقبلهم الإمبراطور ثيوفيلوس.
حول أبا الثاني (741-751) مركز البطريركية إلى كشكر فترة قصيرة قبل أن يتحول إلى كاتدرائية كوخي في قطيسفون. ولم تدم بطركية خلفه سورين (753) سوى عدة أشهر حيث توفي في سجن الخليفة المنصور بعد خلافه مع البطريرك اللاحق يعقوب الثاني (753-773)، والذي قضى كذلك معظم فترته مسجونًا من قبل الخليفة المنصور. قام خلفه حننيوشوع الثاني (773-780) بتنقيح مقررات السينودسات السابقة. قام يشوعيهب الثالث لاحقًا بتحويل الكرسي مجددًا إلى دير بيث عابي بالقرب من عقرة حاليًا كما أسس مدرسة لاهوتية في مسقط رأسه بأربيل. وألف كتبًا حول سير الشهداء وكتبًا أخرى في الفلسفة واللاهوت وقام مع الراهب حنانيشوع بتأليف كتاب الموسيقى الكنسية السريانية الشرقية المعروف بالهودرا. بالإضافة لذلك رتب التقويم الكنسي وحرر كتاب الطقس الكنسي وطور مدرسة نصيبين فأصبحت تدرس الطب والموسيقى بجانب اللاهوت والفلسفة.

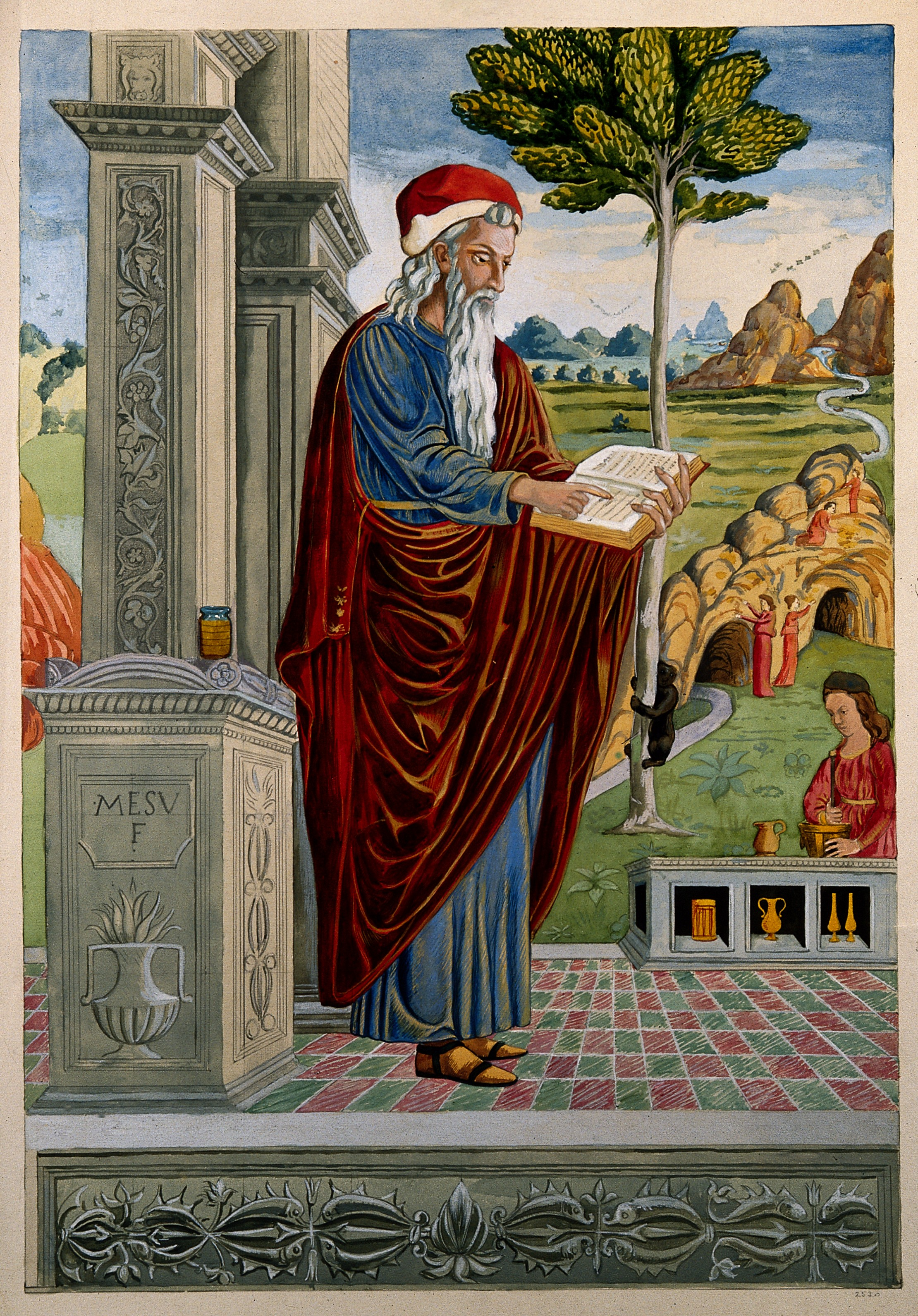
رسمة للطبيب والمترجم السرياني يوحنا بن ماسويه أول من تولى رئاسة بيت الحكمة في عهد هارون الرشيد.

كان الخليفة أبو جعفر المنصور أول خلفاء بني العباس اهتمامًا بالعلم والعلماء، وقام باجتذاب الأطباء النساطرة إلى مدينة بغداد، وترجمت له كتب في الطب والنجوم والهندسة والآداب، وألفت له ولعصره الكثير من كتب الحديث والتاريخ، وترجم جرجيس بن بختيشوع مؤلفات كثيرة في الطب من اليونانية إلى العربية، كما أن المنصور طلب من إمبراطور بيزنطة أن يرسل له أعمال إقليدس والمجسطي لبطليموس، وترجم كتاب إقليديس للعربية، وكان هذا الكتاب أول كتاب يترجم من اليونانية إلى العربية في عهد الدولة العباسية. ساهم المؤلفون النساطرة في نهضة التأليف تحت مظلة بيت الحكمة، وأبرز هؤلاء النساطرة آل بختيشوع الذين قدموا إلى جنديسابور في عهد هارون الرشيد ووزرائه البرامكة، وتناقلوا العلم من جيل إلى جيل على مدى ثلاثة قرون في عهد العباسيين، وخدموا الطب والمنطق والديانة النصرانية بما عرَّبوا وألفوا. نشط أتباع كنيسة المشرق في الترجمة من اليونانية إلى السريانية ومن ثم للعربية وخاصة في عهد الدولة العباسية حيث كان معظم المترجمين في بيت الحكمة من اليعاقبة والنساطرة وقد برزوا أيضا بالطب والعلوم والرياضيات والفيزياء فاعتمد عليهم الخلفاء، ومن أبرز الباحثين والعلماء والأطباء في تلك الفترة أسرة بختيشوع الذين خدموا أطباءً للخلفاء العباسيين وكان منهم جبريل بن بختيشوع وبختيشوع بن جبريل ويوحنا بن بختيشوع وأبو سعيد عبيد الله بن بختيشوع، ويوحنا بن ماسويه مدير مشفى دمشق خلال خلافة هارون الرشيد، وحنين بن إسحاق المسؤول عن بيت الحكمة وديوان الترجمة وابنه إسحاق بن حنين، وحبيش بن الأعسم، ويحيى بن البطريق، ومتى بن يونس، وأسطفان بن باسيل، ويحيى بن عدي، وابن بطلان، ويوحنا ابن الفنكي، وأبو سهل المسيحي، وماسويه المارديني، وإسحاق بن علي الرهاوي، وسَابُورُ بْنُ سَهْلٍ، وسلمويه بن بنان، وسيرابيون الصغير، وسهل بن بشر، وقسطا بن لوقا، وابن زرعة وغيرهم. وأصبحت بغداد عند إنشائها مركزًا لكنيسة المشرق وكان بطاركتها غالبا ما ينادمون الخلفاء العباسيون. غير أن فترة الازدهار هذه بدأت بالانحسار بوهن الدولة العباسية وانتهت بسقوط بغداد سنة 1258 وسيطرة القبائل المنغولية والتركية على المنطقة.
خلال عصر القوة والازدهار العباسي كانت العلاقة بين الدولة ومواطنيها غير المسلمين تصنف على أنها في أحسن الأوضاع خصوصًا خلال خلافتي المنصور والرشيد، وقد جاء في «المنتجب العاني» لمؤلفه أسعد علي أن الخلفاء كانوا يحتلفون بالأعياد المسيحية كعيد الميلاد وأحد الشعانين حتى في قصر الخليفة، فيضع الخليفة وحاشيته أكللة من زيتون ويرتدون الملابس الفاخرة، وقد بنيت في بغداد كاتدرائيتان مع تشييد المدينة. ولعلّ أبرز الدلائل والشواهد عن التعايش الديني والعيش المشترك أشعار أبي زيد الطائي والأخطل التغلبي كذلك ما رواه ابن فضل العمري بكتابه «مسالك الأبصار» وما جاء في كتاب «مسالك الممالك» من وصف للحياة بين المسلمين والمسيحيين في البلاد التي زارها، وقد نقل في كتابه ذاته أنه الرها العباسية وجوارها كان هناك ثلاثمائة دير. كذلك فإن كتابات المؤرخين السريان كالتلمحري وميخائيل الكبير وغيرهما تدلّ عل ذلك، ومراسلات طيموثاوس الأول بطريرك كنيسة المشرق الذي جمعته صداقة مع أبي جعفر المنصور حتى لقبه «أبي النصارى»، ويذكر أيضًا عددًا من الخلفاء والأمراء والولاة كانوا يقيمون خلال تنقلاتهم في الأديرة وقد سجلت أديرة الرصافة ودير زكا ودير القائم قرب البوكمال زيارات لخلفاء عباسيين. كما أنّ العباسيين لم يجبروا القبائل المسيحية العربية كتغلب ونمر وطيء وبني شيبان وقبيلة إياد على الإسلام، وإنما الأسلمة جاءت في القرون اللاحقة التي شهدت اضطهاد الأقليات خصوصًا القرن العاشر. وقد استعان العرب المسلمون بالسريان وبالأخص الشرقيين منهم مثل سمعان بن الطباخين وغيره في ترتيب أمور الدولة وتنظيم الأجهزة الإدارية وتنظيم الحياة الاجتماعية والثقافية والعلمية، ومن أشهر علماء السريان يوحنا بن ماسويه وحنين بن إسحق وأبو بشير ويوحنا بن جلاد ويحيى بن عدي وعبد المسيح الكندي وآل بختيشوع وغيرهم، الذين ألفوا وترجموا ونقلوا مختلف العلوم الطبية والفلكية ومن اللغات السريانية واليونانية والفارسية إلى اللغة العربية أتحفوا المكتبة العباسية بمصنفاتهم وعلومهم، كما أدار السريان الشرقيون بيت الحكمة، وكان أطباء الخلفاء دائمًا من السريان. لكن لم يدم هذا الازدهار الثقافي بسبب فقدان العرب السلطة وسيطرة الأجانب عليهم. وخدمت آل بختيشوع من الأطباء والعلماء السريان الخلفاء العباسيين.
القسم الأكبر من هذا التعايش تبخر خلال عصور الانحطاط، فهدمت الكنائس ومنع أبناء هذه الأديان من ركوب الخيل ومزاولة بعض الأنشطة التجارية والاقتصادية أو الإقامة في دور مرتفعة، كما أنهم قد عوملوا كرعايا من الدرجة الثانية وأخذ السلاطين والولاة يستبدون بهم وكان البدو يقتحمون الكنائس والأديرة لسلبها على ما يذكر المؤرخ ابن بطريق والمسعودي وغيرهما. كانت إحدى نتائج ذلك، هجرة المسيحيين الذين رفضوا اعتناق الإسلام من المدن نحو الجبال، وهكذا سجلت حركات هجرة مسيحية نحو طور عابدين وماردين وغيرها من الأماكن المنعزلة. عمومًا لا يمكن أن يفهم أن الاضطهادات كانت مستمرة، إذ كانت تخف وتيرتها بين الفنية والأخرى؛ وقد شملت جميع الأقليات الدينية وفي بعض الأحيان حتى الإسلامية منها. وبدأت الخلافة العباسية بالانحلال بنهاية عهد المتوكل فاستقلت عدة أجزاء عنها. حاول الخلفاء اللاحقون استعادة توازنهم عن طريق الاعتماد على مرتزقة ترك. أنهت هذه السياسة هيمنة العرب على الحكم وبحلول القرن العاشر بات الخليفة العباسي مجرد منصب اسمي بينما انتقلت السلطة الفعلية لأيدي عدة سلالات تركية متناحرة. أثرت تلك التحولات سلبًا على مسيحيي الدولة العباسية فبينما أدى ضعف السلطات على إرخاء القوانين المعادية «لأهل الكتاب» التي كان المتوكل قد فرضها، انتشرت أعمال الشغب من قبل العامة التي غالباً ما استهدفت المسيحيين.

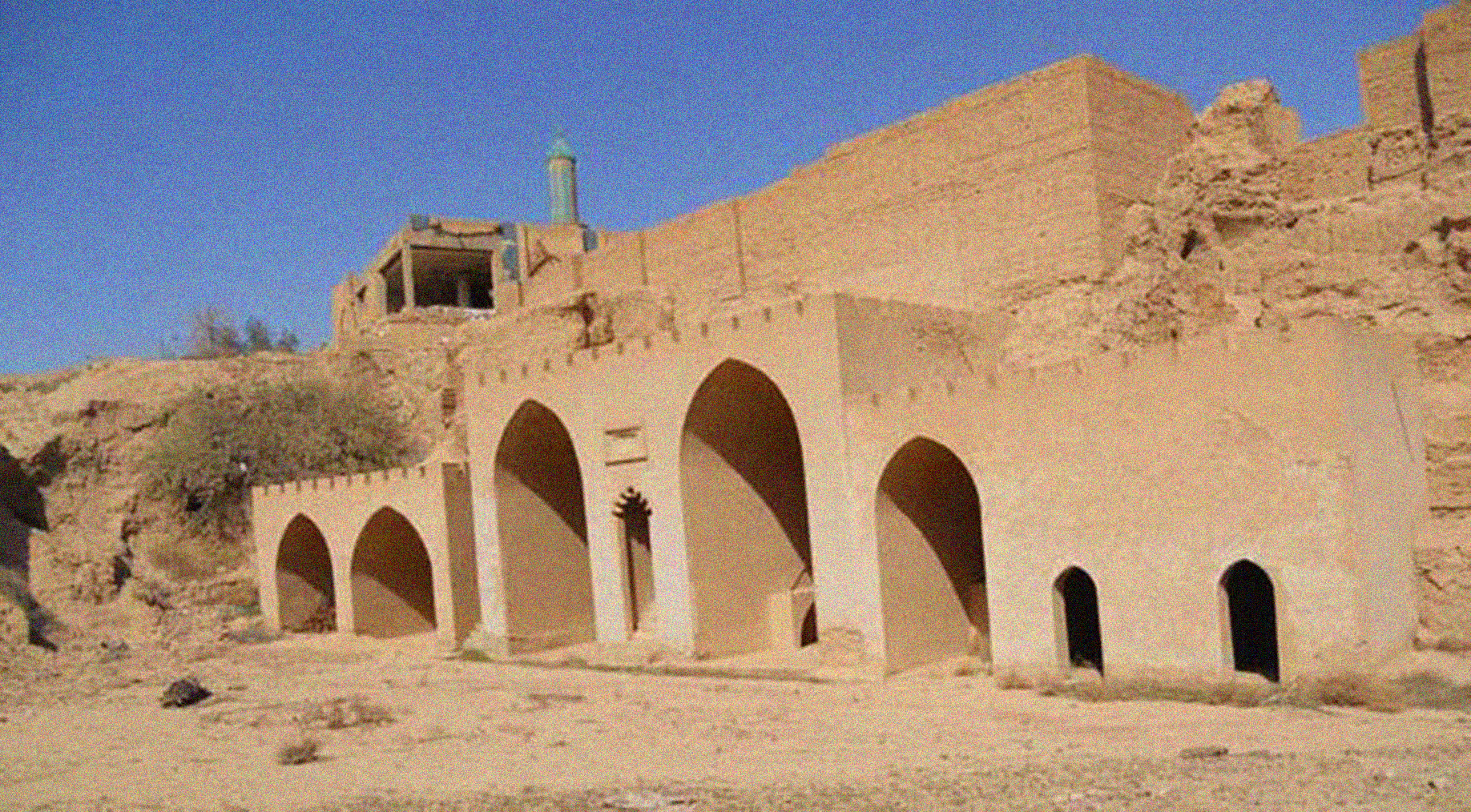
الكنيسة الخضراء النسطوريَّة في تكريت.

يمكن أن يعيّن المتوكل على الله كصاحب الفضل في بدء سلسلة الاضطهادات على الأقليات الدينية في الدولة العباسية، ومنع أبناء هذه الأديان من ركوب الخيل ومزاولة بعض الأنشطة التجارية والاقتصادية أو الإقامة في دور مرتفعة، ومنعوا من إطالة شعرهم وأمروا بارتداء ألبسة مميزة صفراء اللون وعسلية الأكمام، وأضاف المتوكل على الله لها عام 854 قوانين أخرى منها «وضع تماثيل لشياطين» أمام أبواب بيوت المسيحيين ومنع وضع شواهد لقبورهم فضلاً عن مضاعفة الجزية، وإسقاط عقوبة المسلم الذي يقتل مسيحيًا والاكتفاء بنصف ديّة، وكل هذا «بهدف الإذلال لا غير»، أعاد سرجيوس (860-872) كرسي البطريركية إلى بغداد سنة 865. وفي عهد يوحنا الرابع (900-905) حصل أهالي بغداد المسيحيين على حق اختيار البطاركة. وحصل خلفه إبراهيم الرابع (906-937) على تأكيد من السلطات بأحقية كنيسة المشرق في تمثيل المسيحيين في الدولة العباسية. وبنتيجة ضعف سلطة الدولة إلى قيام عدة اضطرابات في بغداد أدت أحيانًا إلى تدمير الكنائس من قبل العامة كما حصل في عهد يوحنا الخامس (1000-1011) حين قتل جمع كبير من المصلين بعد إحراق كنيستهم، غير أن الخليفة المقتدر بالله (908-932) قام بعقاب المتسببين بذلك حينها. على أن العلاقة بين الإسلام وكنيسة المشارقة اتصفت بالتوتر وعدم الثقة منذ ذلك الحين، كما يظهر من خلال إجبار سبريشوع الثالث (1064-1072) على الإشراف على تنفيذ الشريعة الإسلامية بين رعاياه. تحسنت أوضاع كنيسة المشرق في فترة حكم البويهيين الشيعة بين عام 945 إلى عام 1055، غير أنها ساءت مجددًا بوصول السلاجقة. ويذكر القاضي الماوردي عددًا من القيود التي فرضت على المسيحيين كمنع دق النواقيس وبناء مباني أعلى من بنايات المسلمين وانتقاد الإسلام والنوح على موتاهم. بالرغم من هذه القوانين إلى أن أحوالهم فعليًا لم تكن أسوأ مما كانت عليه في العهد الساساني.
خلال الغزو المغولي لبغداد، هو الاصطلاح الذي يُشير إلى دخول المغول بقيادة هولاكو خان حاكم إلخانيَّة فارس مدينة بغداد حاضرة الدولة العبَّاسيَّة وعاصمة الخلافة الإسلاميَّة في عام 1258، أمَّن المغول سُكَّان بغداد المسيحيين على حياتهم بِتوصية من زوجة هولاكو النسطوريَّة دوقوز خاتون، وكذلك اليهود ومن التجأ إلى دار ابن العُلقُمي، وطائفةٌ من التُجَّار بذلوا المال ليسلموا وذويهم من القتل. كان أغنياء بغداد من المُسلمين يُدركون المكانة التي يحتلها السُريان لدى هولاكو لذا سارعوا إلى وضع أموالهم أمانةً لدى بطريرك السُريان النساطرة لكي لا ينهبها جُنود هولاكو. وعرض هولاكو قصر الخلافة لِلبطريرك سالف الذِكر، وأمر لهُ بِبناء كاتدرائيَّة. وعندما غزا تيمورلنك بلاد فارس وبلاد ما بين النهرين وسوريا في القرن الرابع عشر، تم هلاك العديد من السكان المدنيين. وقام تيمورلنك بذبح 70,000 مسيحي آشوري في تكريت، إلى جانب ذبح 90,000 مسيحي في بغداد. صرَّح ماركو بولو في كتابه في القرن الرابع عشر، أن بعض الأكراد الذين سكنوا الجزء الجبلي من الموصل كانوا مسيحيين، بينما كان آخرون مُسلمين.

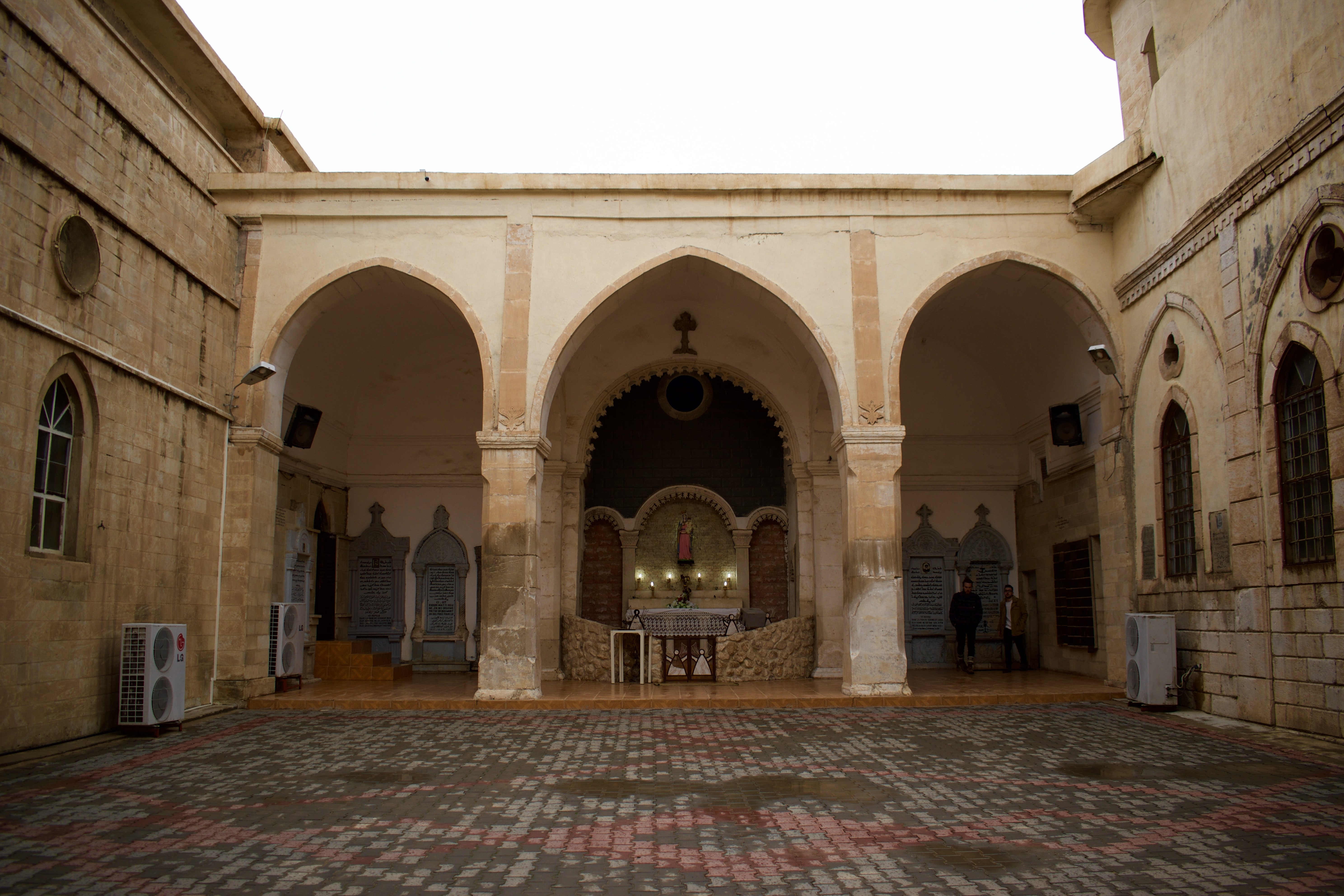
باحة كنيسة القديس جرجس في ألقوش.

بدأ محمود غازان (1295-1304) سلطان الدولة الإلخانية باضطهاد المسيحية والبوذية، وتذكر إحدى القرارات التي حملت ختم غازان أمرا بتدمير الكنائس وقلب المذابح وإسكات التراتيل، ودعا إلى قتل كبار اليهود والمسيحيين. غير أن قرارات كهذه لم تنفذ في جميع المناطق، فسلم مسيحيو الموصل وكنائسها بعد أن رشوا حاكمها، بينما دمرت كنائس أربيل حين لم يتمكن مسيحييها من جمع ما يكفي لإنقاذها. وتذكر مخطوطة أن عهد محمد أولجايتو شهد إقرار قانون يخير المسيحيين بين الإسلام أو دفع الخراج والجزية ونتف لحاهم وشمر وجوههم، وحين رضى المسيحيين بشروطه، أمر بخصيهم وسمل إحدى عيناهم. وأبيد المسيحيون الذين تحصنوا بقلعة أربيل في 1 يوليو عام 1310، وتدهورت أحوالهم في بغداد بحيث أصبحوا لا يجرؤون على الظهور علنًا. تمتع المسيحيون في بغداد في عهد الإلخان أبو سعيد بهادر خان بحماية من قبل أحد أمرائه غير أن أوضاعهم ساءت مجددًا بعد عام 1327. بعد وفاة أبو سعيد بهادر خان تصارع عدة أمراء على الحكم إلى أن تمكن الجلائري حسن برزج من بسط سيطرته على العراق. وفي عهده ظهر الأمير المسيحي المنغولي هجي توجي الذي تحالف مع الجلائيريين وقام باستعادة بعض الكنائس في بغداد كما دعم ترشيح دنحا الثاني (1336-1381) كرأس على كنيسة المشرق في بغداد. نقل دنحا كرسيه إلى كرملش شرقي الموصل كما عرف عنه علاقته الودية مع بطاركة الكنيسة السريانية الأرثوذكسية. ولدى وفاة تيمورلنك عام 1405 باتت كنيسة المشرق قاب قوسين أو أدنى من الاختفاء من التاريخ بعد تدمير مؤسساتها الثقافية والدينية بشكل شبه كامل والمذابح ضد المسيحيين النساطرة. وتحول كرسي البطريركية إلى منصب وراثي ينتقل إلى ابن الأخ تحت تأثير الأم والخالات (لم يكن للبطريرك أطفالاً كونه بتولاً) بقرار من شمعون الرابع باسيدي (1437-1497) عام 1450. وبدأت المطرانيات والأسقفيات تتشكل مجددًا وخاصة بمنطقة الجزيرة الفراتية كما في ماردين ونصيبين غير أن أسقفيات أخرى اختفت في القرن السادس عشر كما في طرسوس.

### العصر العثماني

صورة تعود لبدايات القرن العشرين تصور احتفالًا في مدينة الموصل شمال العراق.

أدى انعزال بطريركية كنيسة المشرق إلى استمرار محاولة البابوات الكاثوليك لتحويل السريان المشارق إلى الكثلكة فنجحت أولى المحاولات أثناء مجمع فلورنسا حين اعترف أسقف قبرص طيموثاوس الطرسوسي بالإيمان الكاثوليكي وحمل لقب رئيس أساقفة قبرص الكلداني (باللاتينية: Archiepiscopus Chaldaeorum,qui in Cypro sunt) في 7 أغسطس من عام 1445، ومنذ ذلك الحين أصبح لقب الكلدان يطلق على أبناء كنيسة المشرق الذين تبعوا كنيسة روما. وشهد القرن السادس عشر تمركز مركز بطريركية كنيسة المشرق في المنطقة المحصورة بين نهر دجلة وبحيرتي وان وأورميا في حين بدأت ما تبقى من البطريركيات والأسقفيات في تبريز وبغداد ونصيبين وأربيل والجزيرة الفراتية بالاختفاء من حوليات الكنيسة في القرنين السادس عشر والسابع عشر،
وتحول البطاركة إلى مجرد قادة قبليين بعض أن فقدوا المراكز العلمية واللاهوتية التي اشتهروا بها في القرون السابقة. في تلك الحقبة باءت محاولات المبشرين الكاثوليك لاستدراج مسيحيي حكاري وأرومية النساطرة بالفشل، في حين نجحت المحاولات مع مسيحيي سهل نينوى الذين تحولوا إلى الكنيسة الكلدانية الكاثوليكية، تحت رعاية خط الإيليون والذي كان مركزهم في دير الربان هرمزد في ألقوش. وأنقسم المسيحيين الآشوريين بين كرسي الإيليون الكاثوليك في ألقوش وكرسي الشمعونيون النساطرة في قدشانس. وتمكّن يوحنا هرمز، رئيس أساقفة الموصل، في آخر الأمر من توحيد كرسي آمد (اليوسفيون) وألقوش (الإيليون) مؤسساً الكنيسة الكلدانية الكاثوليكية الحديثة.
في القرن السادس عشر، عزز العثمانيون حدودهم الشرقية من خلال القبائل السنيَّة الكردية الموالية. واستوطنت القبائل الكردية في هذه المناطق وفي عام 1583 قام السلطان مراد الرابع «بإعطاء مقاطعات ضخمة لقبيلة المكري الكردية». وفقاً للمؤرخ هرمز أبونا «أصبحت العديد من المناطق التي تضم العديد من الآثار الآشورية والأرمنية مأهولة بالكامل من قبل الأكراد بعد معركة جالديران»، وكتب المؤرخون الأكراد أنه «تم تطهير الأرض في هذا الوقت، وطرد سكانها الأصليين بالقوة». أكد المؤرخ الكردي علي القراني أن سرسنك «كانت مدينة آشورية وأن الأكراد الذين استقروا هناك كانوا مهاجرين من أذربيجان الفارسية». ولاحظ فيبي مار أنه «في الشمال أيضاً، هاجرت العديد من القبائل الكردية من بلاد فارس إلى العراق». لاحظ المسافر البريطاني جيمس ريتش في شمال العراق «التدفق السريع للأكراد من بلاد فارس ... وأن تقدمهم لم يتوقف». وأشار إلى أن «حوالي عشرة آلاف أسرة، تضم سبعين ألف نسمة، كانت تتحرك باستمرار عبر الحدود». لاحظ ساوثجيت أيضاً «التقدم السريع للأكراد من بلاد فارس إلى شمال العراق» في ذلك الوقت تقريبًا. وقدم الدكتور جرانت رواية شهود عيان، وقال: «كان بيت غارني (منطقة أربيل - كركوك) يضم على عدداً كبيراً من المسيحيين النساطرة، وقد تم تحويلهم الآن إلى بضع قرى متفرقة ...». سمح العثمانيون لليهود والمسيحيين أن يمارسوا شعائرهم الدينية بحرية تحت نظام الملّة، وكجميع الدول الإسلامية من قبلهم، الجزية على الرعايا غير المسلمين مقابل إعفائهم من الخدمة في الجيش. ومع ذلك، كان المسيحيين السريان في الغالب، يُعتبرون جزء من الملّة الأرمنيَّة حتى القرن التاسع عشر، عندما اكتسب كل من النساطرة والسريان الأرثوذكس والكلدان هذا الحق أيضاً.

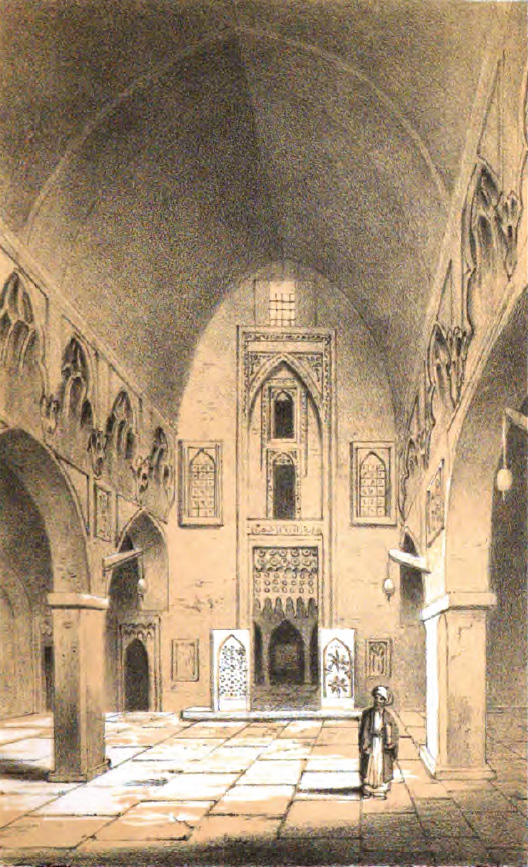
صورة بهو كنيسة في الجانب الشرقي للموصل منتصفَ القرن التاسع عشر.

تعد مدينة الموصل من المناطق المهمة بالنسبة للمبشرين المسيحيين بسبب كثرة أبناء الطائفة المسيحية فيها، إذ عُدّ القرن السابع عشر بداية للإرساليات الغربية، فانطلقت الإرساليات الفرنسية تحت رعاية وتنظيم مجمع التبشير بالإيمان في روما، فأرسلت لتلك الغاية بعثات تبشيرية متواصلة منذ أواسط القرن السابع عشر ومنها إرسالية الآباء الكرمليين الذين كانوا يترددون علي مدينة الموصل، ففي عام 1622 أنشئ في روما تنظيم يدعي مجمع انتشار الإيمان غايته نشر التعاليم المسيحية الكاثوليكية في الشرق بصورة خاصة، وكانت مدينة بيروت وحلب المركزين الرئيسيين التي تُرسَل منهما الإرساليات التبشيرية، فانطلقت إلى العراق وإلى الموصل بعثات تبشيرية مستفيدة من الأقليات المسيحية الموجودة لإنجاح عملها.
كما بدأ الفرنسيون نشاطهم في العراق منذ أوائل الحكم العثماني، ولكن لم يكن نشاطهم يلفت النظر، ولذلك تركوا المبشرين الكبوشيين، فالدومنيكانيون الكاثوليك يعملون دون أن يتعرض لهم أحد، وكانت مهمتهم الأساسية تحويل أكبر عدد من الطوائف المسيحية إلى المذهب الكاثوليكي. سعى الكبوشيون لإقامة مركز لهم في الموصل، وأسسوا أول نواة كاثوليكية عام 1636 بهدف تحويل النساطرة من مذهبهم الشرقي إلى المذهب الكاثوليكي، إلا أن العلاقة التي تربط الكبوشيون بالدولة العثمانية اعتراها التدهور، مما أدى إلى غلق دارهم في بغداد، وإغلاق مركزهم في الموصل، وانتقالهم إلى ديار بكر. ونتيجة للجهود المبذولة آنذاك ازداد عدد المتكثلكين، مما دفعهم إلى الاعتقاد بأنهم قادرون علي الامتناع عن دفع الرسوم المستحقة عليهم للدولة، فسعى بطاركة القوش النساطرة وبطاركة ماردين اليعاقبة لكبح جماح ذلك التيار الديني المعزَّز بحماية الفرنسيين، وعمدوا إلى استخدام سلطاتهم الإدارية والقضائية وتوسطوا لدى الحكام، وكانت تهمة تعاون الكاثوليك مع المبشرين الأوربيين كافية لإنزال العقوبات بهم، فاضطر الكبوشيون إلى هجر مراكزهم في الموصل عام 1724، ويمكن القول أن مدة حكم الجليليين في الموصل تعد مدة تقدم التبشير الكاثوليكي في شمال العراق. وقد تمكن الكبوشيون من تكوين أول نواة كاثوليكية لهم بعد تلك المدة في مدينة الموصل من النساطرة الذين أطلق عليهم تسمية الكلدان عام 1750، وبذلك انتعشت الكثلكة من جديد في مدينة الموصل، وعملت من أجل تحقيق أهدافها، ففي عام 1750 نجح الأبوان الإيطاليان فرنسيس طورياني، وعبد الأحد يلشيني، في فتح مركز للآباء الدومينيكانيين في الموصل، وسهل مهمتهم كاثوليك الموصل الذين كانوا على علاقة حسنة مع الوالي الجليلي وتصدوا للفرس مع المسلمين عام 1742. انتشرت الكثلكة في الموصل، فبعد أن كان عدد أسر الكلدان الكاثوليك في الموصل عام 1747 لا يتجاوز العشرات، أصبحت في مطلع القرن التاسع عشر 1000 أسرة كلدانية.
أرسلت الجمعية الإنكليزية جرانت مبشرًا لها في العراق عام 1843، وقد حالفه النجاح في عمله بين الطوائف المسيحية العراقية، كما حظي بمساعدة القنصل البريطاني، الذي وضع كل إمكانياته لكسب السريان اليعاقبة والنساطرة والكلدان إلى الكنيسة الأنجليكانية. وقد أصبح جرانت موضع ثقتهم واحترامهم في ذلك الوقت، إذ طلب منه قساوسة النساطرة أن يبني لهم مدرسة لتعليم الصبيان، فاستغل حاجتهم وأشاع بين الأكراد أن البناية قلعة حربية وأن النساطرة يستعدون للهجوم على الأكراد، مما دفع الأكراد إلى أن يهجموا على مقر البطريرك الآشوري ويحرقوه، فازدادت الفتنة بين الآشوريين والأكراد، حتى تدخلت السلطات البريطانية بحجة حماية الآثوريين، ووجهت وزارة الخارجية البريطانية عام 1857 كتابًا إلى السفارة البريطانية في القسطنطينية بصدد حماية الآشوريين.
ولعل الأدوار التي اتُّخذت في استمرار التبشير لم تقتصر على كرسي الكنيسة فحسب، وإنما بفتح أبوابه عن طريق الواجهات المدرسية، والمطبعة التي فتحت في الموصل، كما أنه لم يقتصر العمل على الجانب الثقافي، بل تعداه إلى الجانب العلاجي، وبخاصة عندما اجتاحت الكوليرا مدينة الموصل بين عامي 1863 - 1865، كما أن الإرساليات التبشيرية قد مارست نشاطات اجتماعية مختلفة لخدمة مبادئ الدول التي أرسلتها. لقد ساهم النشاط التبشيري الأمريكي في مدينة دهوك، التي كانت تابعة إداريًّا للواء الموصل في إرسال المبشر كمبرلاند الذي كان يدعو المسلمين علناً للدخول في الدين المسيحي، مما أدى إلى قتله من قبل سليم آغا بيسفكي من أهالي دهوك عام 1938. تحكي عدد من سجلات السفر المختلفة والتي تعود إلى القرن التاسع عشر والقرن العشرين عن عدد من القبائل المسيحية الكردية، وكذلك القبائل المُسلمة الكردية. وإن كان عدد كبير من هؤلاء زعم أن أصوله أرمنيَّة أو آشوريَّة، تاريخيًا كان غالبيَّة الأكراد الذين اعتنقوا المسيحية من أتباع كنيسة المشرق.

### الدولة العراقية

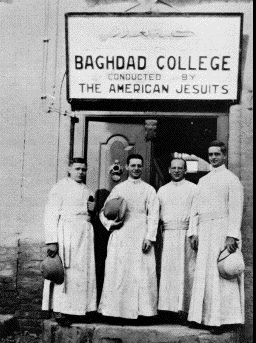
الرهبان اليسوعيون الأمريكيون الأربعة المؤسسون لكلية بغداد.

عاد معظم الآشوريين الذين فروا من أورميا هرباً من الإبادة الجماعيًّة في عام 1918 إلى ديارهم بعد أن استقر الوضع هناك بسيطرة الحكومة الإيرانية عليها وموافقتها بمضض على عودة النازحين إليها. كما عاد معظم الآشوريين الذين هجروا من مناطق برواري الواقعة ضمن حدود المملكة العراقية إلى قراهم هناك، غير أن هجمات العشائر الكردية المتالية أجبرتهم على الرحيل فاستقروا نهائيا في المدن الكبرى كبغداد والموصل والبصرة.
غير أن معظم النازحين تشكلوا من آشوريي حكاري التي رفضت تركيا دعوات آغا بطرس لإستقبالهم أثناء الاتفاق على معاهدة لوزان. كما باءت محاولات توطينهم في منطقة «بردوست» بكردستان العراق بالفشل، وتم رفض مقترحات بتوطينهم في كندا. فتم الاتفاق على توطين بعضهم في مناطق جنوبي محافظة دهوك حالياً. غير أن الجيش العراقي سرعان ما دمر معظم تلك القرى وقتل حوالي 3,000 آشوري فيما عرف بمجزرة سميل عام 1933 بعد انتشار إشاعات عن رغبتهم بتكوين كيان مستقل. ففي عام 1933 قامت الحكومة العراقية بمذابح بحق أبناء الأقلية الآشورية في شمال العراق في عمليات تصفية منظمة بعهد حكومة رشيد عالي الكيلاني ازدادت حدتها بين 8 إلى 11 أغسطس 1933. ويستخدم المصطلح «مذبحة» لوصف ما حدث من مجازر وإبادة عرقية في بلدة سميل بالإضافة إلى حوالي 63 قرية آشورية في لواء الموصل آنذاك (محافظتي دهوك ونينوى حالياً)، والتي أدت إلى موت حوالي 600 شخص بحسب مصادر بريطانية، وأكثر من 3,000 آشوري بحسب مصادر أخرى.
وكان الشعب الآشوري قد خرج لتوه من إحدى أسوأ مراحل تاريخه عندما أبيد أكثر من نصفه خلال المجازر التي اقترفت بحقهم من قبل الحكومة العثمانيَّة وبعض العشائر الكردية التي تحالفت معها أبان الحرب العالمية الأولى. كانت لهذا الحدث تأثير كبير على الدولة العراقية الناشئة، حيث صورت هذه المجازر على أنها أول انتصار عسكري للجيش العراقي بعد فشله في إخضاع التمرد الشيعي في الجنوب وإخماد ثورة البرزنجي في الشمال، مما أدى إلى تنامي الروح الوطنية وزيادة الدعم للجيش العراقي. تمت صياغة عبارة "Genocide" أي (إبادة الشعب) أو (إبادة عرقية) لوصف عمليات الإبادة المنظمة التي تهدف لإبادة شعب ما من قبل رافايل لمكين بعد دراسته لهذه المجازر في إحدى أطروحاته. مع انتهاء حملات مذبحة سميل قامت الحكومة العراقية باحتجاز البطريرك شمعون إيشاي في بغداد ومن ثم ترحيله إلى قبرص فقضى عدة سنوات يتنقل بين جنيف وباريس ولندن محاولاً عرض قضية اللاجئين الآشوريين على عصبة الأمم من دون نتيجة تذكر، وبسبب وجود أكبر تجمع للكنيسة الآشورية آنذاك كان بمدينة شيكاغو بالولايات المتحدة التي قطن بها حوالي 30,000 من أتباع كنيسة المشرق، فهاجر البطريرك بدوره إلى الولايات المتحدة عام 1940 وأعاد تأسيس البطريركية بمدينة شيكاغو عام 1950. تناقص عدد أتباع كنيسة المشرق بشكل ملحوظ بعد مذبحة سميل عام 1933 ليصل إلى 20,000 بقيادة المطران يوسب خنانيشو. وقطن معظمهم بقرى بشمال العمال بالإضافة إلى مدن أخرى كالموصل وأربيل وكركوك وبغداد.
في عام 1947 وصلت نسبة المسيحيين في العراق حسب إحصاء إلى 3.1%، أي حوالي 149 ألف نسمة من إجمالي سكان العراق البالغ عددهم أربعة ملايين ونصف المليون. تم تدمير العديد من القرى الآشورية من قبل الجيش الحكومي خلال الصراع بين الحكومة المركزية والأكراد الذي بدأ عام 1961 ونشط البطريرك شمعون إيشاي في محاولة الضغط على الحكومة العراقية عن طريق الأمم المتحدة ومجلس الكنائس العالمي. وبالرغم من وعود الحكومة العراقية بقيادة نائب رئيسها صدام حسين بتسوية الخلاف مع الأكراد أوائل السبعينات من القرن العشرين إلا أن الحرب العراقية الإيرانية أشعلت النزاع مجددًا الأمر الذي أدى لتدمير المزيد من القرى وخاصة خلال حملات الأنفال.
في عام 1979 أصبح صدام حسين رئيساً لجمهورية العراق وأمينا قطريا لحزب البعث العربي الاشتراكي. وخلال حكم صدام حسين تمتع المسيحيين بالحرية النسبية وبالحماية. وبحسب أديب دويشه الأستاذ بجامعة ميامي في أوهايو، إنه كان هناك عقد اجتماعي بين الأقليات وصدام حسين، ويشير أنه «في عهد صدام، كان من المفهوم أنه إذا لم تتدخل في السياسة، فإنك تحصل على حياة طيبة». ويشير إلى أن «المسيحيون دعموا صدام، ليس لأنهم أحبوا ما كان يفعله، بل بسبب الخوف من البديل». وبحسب الباحث دويشه في عهد صدام حسين ازدهر المسيحيون اقتصاديًا، حيث كانوا رجال أعمال وأطباء ومحامين ومهندسين. في حين كان هناك قلة مختارة من النخبة السياسية، مثل طارق عزيز الذي شغل منصب وزير الخارجية ونائب رئيس الوزراء في عهد حسين. في ثمانينيات القرن العشرين، قُدِر أعداد المسيحيين بين مليون نسمة إلى 1.4 مليون من إجمالي سكان العراق، وشكلوا حوالي 8.5% من السكان. انخفضت هذه النسبة بسبب الهجرة خلال فترة التسعينيات من القرن العشرين وما أعقب حرب الخليج الثانية من أوضاع اقتصادية وسياسية متردية. وبلغ عدد المسيحيين حوالي 1.5 مليون في عام 2003، وكانوا يمثلون ما يزيد قليلاً عن 6% من السكان البالغ عددهم 26 مليون نسمة، كما تسارعت وتيرة هذه الهجرة بعد احتلال العراق عام 2003 وأعمال العنف الطائفي التي عصفت بالعراق وأدت إلى تهجير عدد كبير من مسيحيي العاصمة بغداد وخصوصاً ضاحية الدورة إضافة إلى مسيحيي المدن الأخرى إلى خارج العراق أو إلى منطقة إقليم كردستان العراق الآمنة نسبياً.

### بعد الغزو الأمريكي للعراق 2003

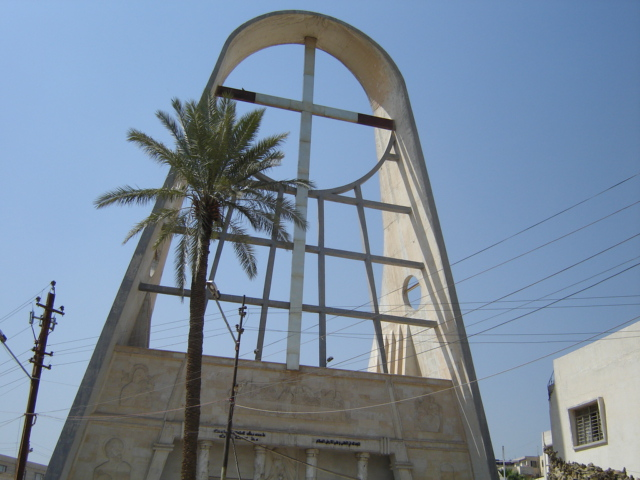
شهدت كنيسة سيدة النجاة هجوم قامت به منظمة دولة العراق الإسلامية عام 2010. وانتهت الحادثة بتفجير المسلحين لأنفسهم وقتل وجرح المئات ممن كانوا بداخل الكنيسة.

تأسست كنيسة المسيح الناطقة في اللغة الكردية في مدينة أربيل بحلول نهاية عام 2000، ولها فروع في السليمانية ودهوك. وهي أول كنيسة إنجيلية كردية في العراق. يتكون شعارها من الشمس الصفراء وسلسلة جبال. عقدت كنيسة المسيح الكرديّة مؤتمرها الأول لمدة ثلاثة أيام في عينكاوة شمال اربيل في عام 2005 بمشاركة 300 شخص من مسلمين كُرد تحولوا للمسيحية. وفقًا لمصادر أخرى، تحول 500 شاب كردي مسلم إلى المسيحية منذ عام 2006 وذلك في جميع أنحاء كردستان. وتُشير بعض أن المصادر أن أحمد البرزاني شقيق الزعيم الكردي مصطفى البارزاني قد تحول للمسيحية. وبحسب دراسة تعود إلى عام 2015 حوالي 1,500 مواطن مُسلم عراقي تحول إلى المسيحية.
منذ بدء حرب العراق عام 2003 حصل عنف طائفي بين الأغلبيّة الشيعيّة والأقلية السُنيّة في البلاد بين عام 2006 وعام 2008، وسبب انتشار الميليشيات العسكرية والتنظيمات الإرهابية التي انتشرت في البلد واستهدفت المسيحيين، إلى تأزم الوضع الإنساني في العراق بصورة كبيرة حتى أن لجنة الصليب الأحمر الدولي وصفته في مارس 2008 بأنه الوضع الإنساني الأسوأ في العالم. ضمن هذا الإطار تَرَدَّتْ أيضاً أوضاع المسيحيين بشكل كبير، حيث أشار تقرير نشره موقع البي بي سي العربي إلى أن قرابة نصف المسيحيين العراقيين والمقدر عددهم بـ 800 ألف نسمة قد فَرُّوا إلى الخارج بسبب أحداث العنف، حيث تعرض قسم منهم لأحداث إجرامية كالخطف والتعذيب والقتل، وتكررت بشكل خاص حوادث اختطاف واغتيال رجال الدين المسيحي، كما حدث عام 2005 عندما وَقَع بولص إسكندر أحد قساوسة الكنيسة السريانية الأرثوذكسية بيد جماعة مسلحة في أحد شوارع الموصل، وطالب الخاطفون حينها بفدية دفعتها لهم أسرة القس إلا أن جثة الأخير وجدت بعد فترة ملقاة في شارع مقطوعة الرأس والأطراف. وفي مطلع عام 2005 خطف باسيل جورج القس موسى مطران كنيسة السريان الكاثوليك في العراق وأُخلي سبيله فيما بعد. يُذكر أنه كانت تصل أعداد المسيحيين في منطقة الدورة حوالي 150,000 نسمة في عام 2003، لتنخفض حاليًا 1,500 بسبب الهجرة المسيحية على خلفية أعمال العنف والفلتان الأمني. وتعرضت منطقة الكرادة الشرقية في مدينة بغداد لهجمات إرهابية متعددة بعد حرب العراق، والتي حدثت جزئياً لوجود عدد كبير من المسيحيين فيها وثروتها. حيث تعد منطقة الكرادة الشرقية واحدة من أكثر المناطق تنوعًا من الناحية الدينية في مدينة بغداد، وهي واحدة من المناطق الرئيسية للمجتمعات المسيحية في بغداد، إلى جانب منطقة الدورة.

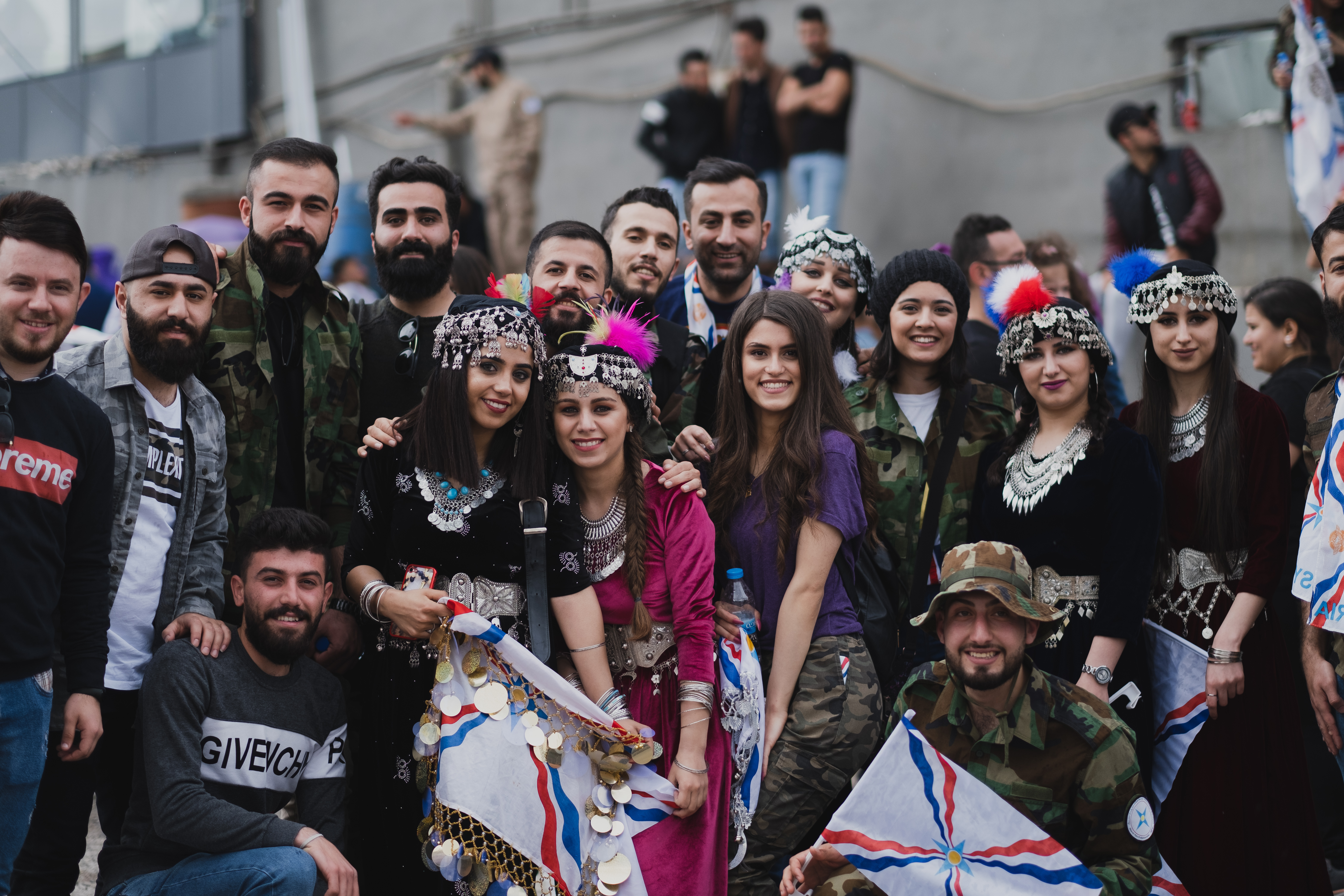
جانب من احتفالات رأس السنة الآشورية في دهوك عام 2018.

في 28 يوليو من عام 2014، أعلن وزيرا الخارجية والداخلية الفرنسيان لوران فابيوس وبرنار كازنوف، عن استعداد فرنسا لتسهيل استقبال مسيحيي العراق المعرضين للاضطهاد من الجهاديين. ومع بداية صوم العذراء في 1 أغسطس 2004 تعرضت خمس كنائس للتفجير سويّة، مسلسل تفجير الكنائس لم يتوقف بل استمر وتطور بحيث شمل محلات بيع المشروبات الكحولية والموسيقى والأزياء وصالونات التجميل، وذلك بهدف إغلاق أمثال هذه المحلات، كذلك تعرضت النساء المسيحيات إلى التهديد إذا لم يقمن بتغطية رؤوسهن على الطريقة الإسلامية، وحدثت عمليات اغتيالٍ لعدد من المسيحيين بشكل عشوائي. وفي ديسبمر 2006 اختطف في بغداد سامي الريس الكاهن في الكنيسة الكلدانية وأطلق أيضاً، وبعد أيام من اختطاف الأخير أعلن عن مقتل القسيس البروتستانتي منذر الدير البالغ من العمر 69 عاماً. وفي 3 حزيران 2007 تعرض قسيس كلداني يدعى رغيد كني لإطلاق نار من مجهولين قتل على إثره مع ثلاثة من الشمامسة بعد خروجهم من الكنيسة في مدينة الموصل. وأشار تقرير بي بي سي إلى أن استهداف الكهنة المسيحيين يرجع لأسباب عديدة منها: الدافع الديني للمتطرفين الذين يريدون إخلاء العراق من العناصر غير المسلمة، وأيضاً الدافع المالي الذي تعمل بناءً عليه عصابات إجرامية باستخدام الدين كذريعة لها في اختطاف رجال الدين وطلب فديات كبيرة لإطلاق سراحهم، مستغلين الوضع المالي الجيد الذي تتمتع به الجماعة المسيحية العراقية، كما أن المسيحيين لا يحظون كنظراءهم العراقيين من السنة والشيعة والأكراد بعلاقات عشائرية واسعة أو مليشيات مسلحة توفر لهم الحماية والأمن. وتقع أكبر كنيسة في العراق في مدينة بغديدا وهي كنيسة الطاهرة الكبرى.
وقبل سيطرة تنظيم الدولة الإسلامية (داعش) عام 2014 كانت بغديدا تُعتبر أكبر بلدة مسيحية في العراق.

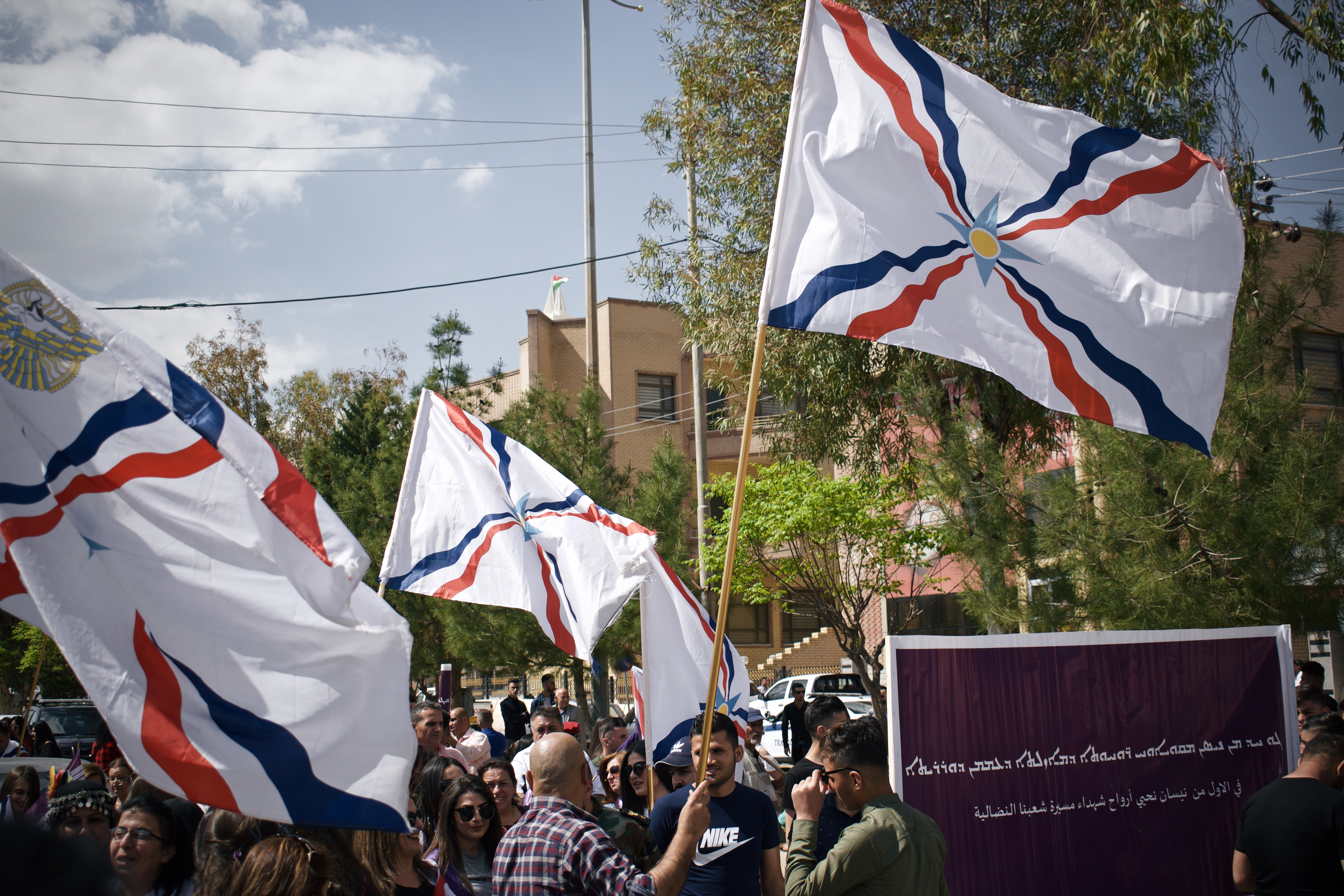
جانب من احتفالات رأس السنة الآشورية في دهوك عام 2018.

في عصر 31 أكتوبر 2010 اقتحم مسلحون تابعون لمنظمة دولة العراق الإسلامية التابعة لتنظيم القاعدة في بلاد الرافدين كنيسة سيدة النجاة للسريان الكاثوليك بالكرادة في بغداد أثناء أداء مراسيم القداس، انتهت الحادثة بتفجير المسلحين لأنفسهم وقتل وجرح المئات ممن كانوا بداخل الكنيسة. وفي يوم 10 يونيو من عام 2014 سقطت كامل محافظة نينوى تقريباً في أيدي تنظيم الدولة الإسلامية في العراق والشام وفي غضون 24 ساعة هاجر نصف مليون شخص من المدينة. ثم لاحقاً أعطى التنظيم مهلة للمسيحيين حتى 19 يوليو لترك المحافظة أو دفع الجزية أو اعتناق الإسلام. أعقب ذلك أكبر هجرة من نوعها للمسيحيين في الشرق الأوسط منذ الحرب العالمية الأولى، وأصبحت مدينة الموصل خالية من المسيحين لأول مرة في تاريخها. لاحقاً أحرقت كنيسة عمرها 1836 عامأ من قبل مسلحي تنظيم الدولة الإسلامية. وفي عام 2018 أشارت تقارير مختلفة إلى عودة العائلات المسيحية إلى مدينة الموصل ومحافظة نينوى، وشهدت الكنائس في المنطقة أول قدس بمناسبة عيد الميلاد ورأس السنة الميلادية بعد انقطاع سبعة أعوام.
في يوليو من عام 2019، أكد تقرير لصحيفة ديلي تلغراف البريطانية أن محافظة نينوى في شمال العراق تشهد محاولات تطهير عرقي واضطهاد للمسيحيين على أيدي ميليشيات شيعية مدعومة من إيران بغية إحلال المسلمين، لا سيما الشيعة، محلهم. وفي أكتوبر عام 2019 أشار خالد جمال المدير العام لشؤون المسيحيين في وزارة الأوقاف والشؤون الدينية بإقليم كردستان، أنه «من أصل 1.8 مليون مسيحي في العراق وإقليم كرستان، لم يبق عام 2019 غير 300 ألف»، حيث هاجر 1.5 مليون مسيحي إلى أوروبا وأمريكا والدول المجاورة للعراق. وذلك استناداً على إحصائيات كنسيّة، ولفت جمال إلى أن هجرة مسيحيي العراق تصاعدت وتيرتها منذ عام 2003، حتى بلغت الذروة وتحولت إلى هجرة جماعية مع ظهور تنظيم الدولة الإسلامية (داعش) عام 2014. وأشار خالد جمال إلى أن 1,140 مسيحي راح ضحية لموجات العنف الطائفية منذ عام 2015، كما جرى هدم أو تفجير 98 ديراً وكنيسة ومزاراً للمسيحيين. ونزح نحو 400 ألف مسيحي إلى كردستان، بينهم 138 ألفاً من الموصل وسهل نينوى.

### الوضع الراهن

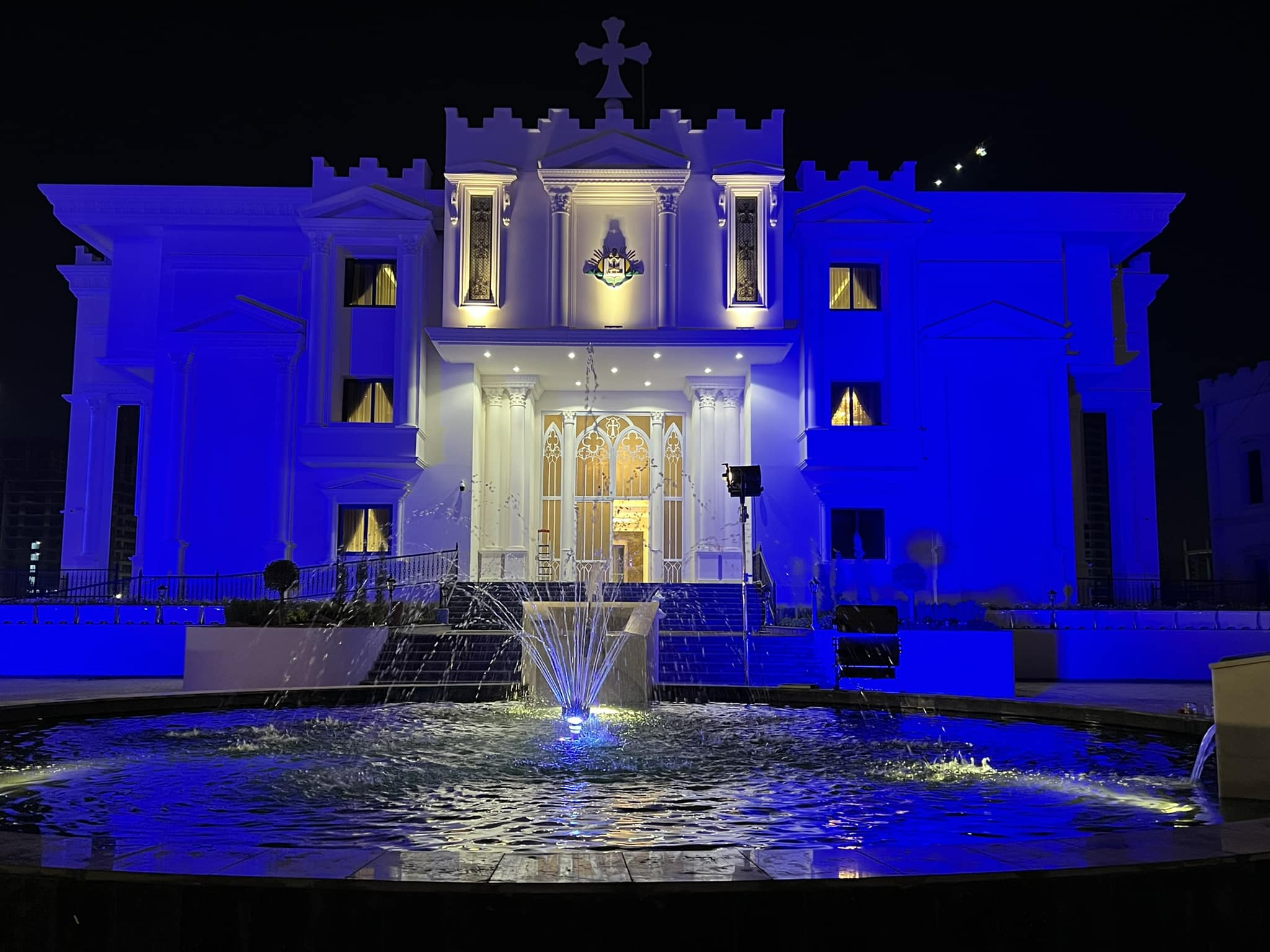
بطريركية كنيسة المشرق الآشورية بأربيل.

في مارس عام 2021 قام البابا فرنسيس بأول زيارة حبرية إلى العراق، حيث أكد البابا فرنسيس على أن زيارته إلى العراق هي رحلة «حج»، لكون ارض العراق هي ارض مقدسة للديانات الإبراهيمية. وتقع مدينة أور الاثرية في محافظة ذي قار جنوب العراق حيث مسقط رأس إبراهيم. وزار البابا خلال زيارته مدينة اور وبغداد والنجف وقره قوش وأربيل والموصل. خلال زيارته التقى بعلي السيستاني والذي يعد عمومًا المرجع الأعلى عند الشيعة الإمامي. وأقام قداساً في كاتدرائية القديس يوسف الكلدانية ببغداد وفي كنيسة الطاهرة الكبرى السريانية الكاثوليكية في بغديدا (قره قوش) وقرب أنقاض كنيسة الطاهرة السريانية في مدينة الموصل التي قام بتدميرها في عام 2014 تنظيم الدولة الإسلامية في العراق والشام. كما أقام قداساً احتفالياً في ملعب فرانسو حريري في مدينة أربيل حضره حوالي 10,000 شخص من المجتمع المسيحي العراقي.
أعاد البابا إلى العراق كتاب صلاة باللغة الآرامية عمره 500 عام من كنيسة الطاهرة الكبرى السريانية الكاثوليكية في بغديدا (قره قوش)، والذي تم إحضاره إلى إيطاليا بعد أن استولت داعش على المدينة. تم ترميم الكتاب تحت رعاية وزارة التراث الثقافي في إيطاليا. ومن بين أهداف زيارة البابا كان تشجيع الحوار بين الأديان والدعم الروحي والمعنوي للمسيحيين في العراق وترسيخ وجودهم فيها، حيث تناقصت أعدادهم بسبب الهجرة المسيحية واسعة النطاق على مر العقود بسبب الحروب والأزمات والاضطهاد والتهجير.
يُذكر أن البابا يوحنا بولس الثاني خطّط عام 2000 لزيارة مماثلة، بهدف الحج إلى مسقط رأس النبي إبراهيم، ضمن رحلته إلى الأراضي المقدسة، مطلع الألفية. لكن نظام صدام حسين السابق أعلن، في تلك الفترة، عن عدم قدرته على تنظيم الزيارة، بسبب ظروف الحصار الذي كان مفروضاً على البلاد. كذلك، أثارت نية البابا الجدل حينها، إذ كتب معارضون لنظام البعث السابق رسالة إلى البابا يوحنا بولس الثاني، طلبوا منه «عدم المضي في مسعاه لزيارة بلاد تقبع تحت حكم ديكتاتوري».
في عام سبتمبر من 2022 تم افتتاح مقر بطريركية كنيسة المشرق الآشورية في مدينة أربيل، في حفل حضره مسعود بارزاني رئيس الحزب الديمقراطي الكردستاني الحاكم وإرفين هيكس المستشار العام للولايات المتحدة في أربيل ومار أوا رويل وبطريرك الكنيسة والمجتمع المسيحي الآشوري ومسؤولون أكراد آخرون. يُذكر أن الكرسي البطريركي للكنيسة الآشورية غادر العراق في عام 1933 عقب مذبحة سميل، ليعود الكرسي البطريركي إلى العراق إلى بلدة عنكاوا في عام 2014.

## التنوع المذهبي والعرقي للمسيحيين

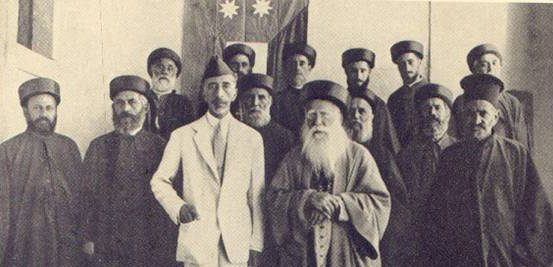
الملك فيصل الأول بجانب رجال دين مسيحيين من الكنيسة الكلدانية الكاثوليكية في مدينة بغداد.

من ناحية الأصول التاريخية والجغرافية والمذهبية، ينقسم المسيحيون العراقيون إلى خمسة مجموعات رئيسية:
- الكلدان الكاثوليك: وهم يشكلون القسم الأكبر من المسيحيين العراقيين، ويقطن غالبيتهم في بلدات الموصل وعموم شمال العراق، مثل تلكيف والقوش وعينكاوا. كما أن لهم حضور واضح في بغداد والبصرة. وكان الكلدان في الأصل على المذهب النسطوري حتى القرن التاسع عشر، ولكنهم تحولوا إلى الكاثوليكية بتأثير عمليات التبشير الأوروبية. ويتكلمون بلهجة خاصة قريبة إلى السريانية العراقية الفصحى.
- الآشوريون النساطرة: وهم من أتباع الكنيسة النسطورية العراقية، وغالبيتهم قد نزحت إلى العراق من المناطق المحاذية للموصل في جنوب تركيا، والتابعة تاريخيًّا وسكانيًّا إلى بلاد النهرين. لكنهم اضطروا إلى النزوح بعد المذابح التي تعرضوا لها في أواخر القرن التاسع عشر وأوائل القرن العشرين على أيادي الآغوات الأكراد والعسكر الأتراك، والتي كلفتهم مئات الآلاف من القتلى والمشردين، وكذلك كلفت الأرمن في العراق معهم حوالي مليون ضحية.[بحاجة لمصدر] ويختلف الآثوريون عن الكلدان من ناحية المذهب، وكذلك من ناحية طبيعتهم الجبلية، بالإضافة إلى لهجتم الخاصة المشتقة أيضًا من السريانية. وهنالك من يعتقد أن تسمية الآثوريين ليس لها علاقة بالآشوريين، بل هي مشتقة من التورانيين أي الجبليين بالسريانية.
- السريان الأرثوذكس (اليعاقبة): وهم أتباع الكنيسة السورية، ويقطنون في مدينة الموصل ويشكلون عمومًا نخبة حضرية متميزة. وبعضهم تحول إلى الكاثوليكية في القرن التاسع عشر، وسموا أنفسهم السريان الكاثوليك.
- الأرمن: ويعود أصلهم إلى بلاد أرمينيا في منطقة القفقاس التي تقع جغرفيًّا عند أعالي بلاد النهرين، ومنها ينبع نهرا دجلة والفرات. وقد ظل الأرمن على علاقة تاريخية عميقة مع العراق وظلت هجراتهم إليه طيلة التاريخ. وقد تعرض الأرمن أثناء الحرب العالمية الأولى لمذابح كبيرة في جنوب تركيا قام بها الآغوات الأكراد وأشرف عليها العسكر الأتراك. وقد أُجبِروا على الهجرة وانتشروا في سوريا وأقطار المشرق العربي ومنها العراق، وكان عدد من دخل منهم العراق 350,000 ألف نسمة، لكنهم مع الزمن قد هاجروا إلى الخارج، ولم يتبقى منهم غير بضعة عشرات من الآلاف يقطنون في الموصل وبغداد والبصرة. وينتمي القسم الأكبر منهم إلى المذهب الأرثوذكسي، وقليل منهم إلى المذهب الكاثوليكي.
- أتباع الكنائس البروتستانتية: وهم عدة كنائس مختلفة، مثل الكنيسة الإنجيلية والكنيسة السبتية وغيرها. وهم عمومًا من السريان العراقيين الذين تحولوا إلى البروتستانتية في العصر الحديث، بتأثير الكنائس البروتستانتية الإنكليزية والأمريكية. وهم أقلية من النخب المدنيَّة الفكرية المتميزة في الموصل وبغداد.[16]

### التوزيع الطائفي

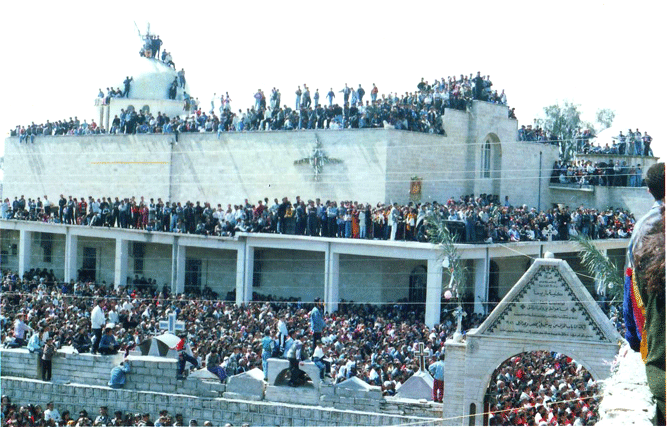
احتفال درب الصليب في بلدة بخديدا السريانية الكاثوليكية إحدى كبريات بلدات سهل نينوى.

يتوزع مسيحيو العراق على عدة كنائس تنتمي إلى عدة طوائف تتبع طقوسا مختلفة. أكبر الطوائف المسيحية في العراق هي الكنيسة الكلدانية الكاثوليكية، ومع ذلك تُشكل كنيسة المشرق الآشورية جزءاً هاماً في التركيبة السكانية. وفقاً لتقرير نشره مكتب دعم اللجوء الأوروبي عام 2019 كان حوالي 67% من مجمل المسيحيين العراقيين أعضاء في الكنيسة الكلدانية الكاثوليكية، وكان حوالي 20% أعضاء في كنيسة المشرق الآشورية. أمّا النسبة الباقية فكانت تتشكل من السريان الأرثوذكس، والسريان الكاثوليك، والأرمن الكاثوليك، والأرمن الأرثوذكس والبروتستانت وطوائف مسيحيَّة أخرى. وبحسب التقرير هناك ما يقرب من 3,000 إنجيلي في إقليم كوردستان العراق. ويتوزع المسيحيون في العراق على الطوائف التالية:
- أتباع الكنيسة الكلدانية الكاثوليكية؛ وهم أكبر الطوائف المسيحية عدداً في العراق
- الكنيسة السريانية الأرثوذكسية
- الكنيسة السريانية الكاثوليكية
- الكنيسة الرسولية الأرمنية وهم غالبية أرمن العراق
- الكنيسة الأرمنية الكاثوليكية
- كنيسة المشرق القديمة
- كنيسة المشرق الآشورية أو الكنيسة الآشورية
- الروم الكاثوليك
- الروم الأرثوذكس
- الطائفة البروتستانتية الإنجيلية الوطنية
- الطائفة الإنجيلية البروتستانتية الآشورية
- طائفة الأدفنتست السبتيين
- طائفة اللاتين الكاثوليك
- طائفة الأقباط الأرثوذكس (وهم من الجالية المصرية في العراق)[137][138]

#### الكاثوليكية

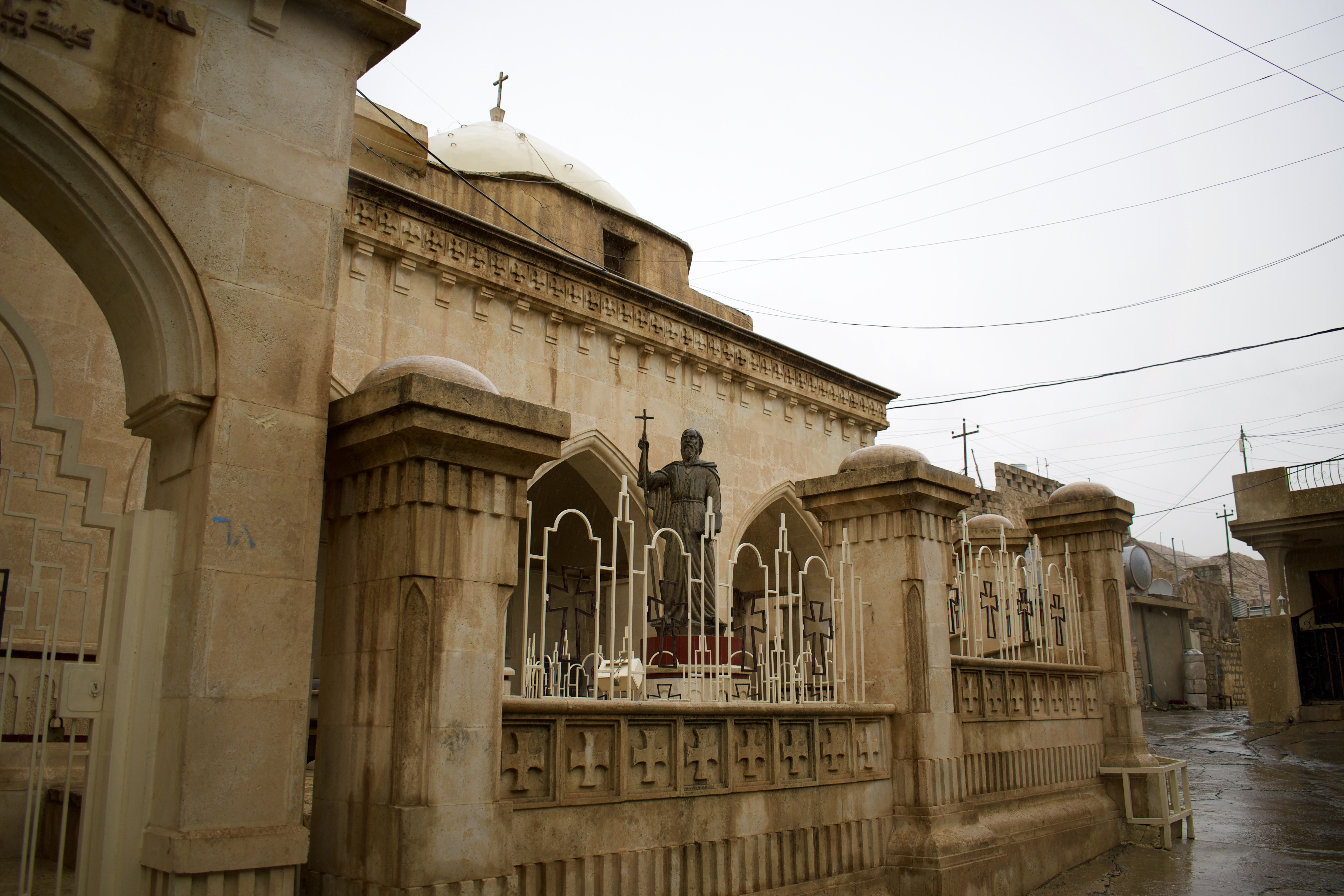
كنيسة القديس ميخائيل الكلدانية الكاثوليكية في ألقوش.

الكنيسة الكلدانية الكاثوليكية هي كنيسة شرقية، وكاثوليكية، تعتبر الكنيسة أيضًا من دوحة التراث السرياني تاريخيًا وطقسيًا وثقافيًا، أما إيمانيًا، فهي جزء من الكنيسة الكاثوليكية التي تقرّ بسيادة البابا، وهي جزء من الكنائس الكاثوليكية الشرقية منذ عام 1552 أو 1830. وتعتبر الكنيسة الكلدانية الكاثوليكية كبرى الطوائف المسيحية في العراق. وتصل أعداد أتباع المذهب الكلداني إلى حوالي 640,828 شخص في عام 2017، ويتواجد معظمهم في شمال العراق، مع وجود أعداد أقل في المناطق المجاورة في شمال شرق سوريا وجنوب شرق تركيا وشمال غرب إيران، وهي الموطن التاريخي آشور القديمة. هناك أيضاً العديد من الكلدان في الشتات في العالم الغربي.
قبل حرب الخليج الثانية، بلغ عدد الكلدان الكاثوليك ما يقرب من 400,000 نسمة من أصل 800,000 إلى مليون مسيحي آشوري. وخلال حقبة صدام حسين وصل عدد من الكلدان إلى مناصب سياسية حساسة أبرزهم طارق عزيز الذي شغل منصب منصب وزير الخارجية (1983–1991) ونائب رئيس مجلس الوزراء. أدى الاضطهاد الديني والعرقي والأوضاع الاقتصادية السيئة بعد غزو العراق في عام 2003، إلى هجرة كبيرة للكلدان، وفرّ ما لا يقل عن 20,000 منهم عبر لبنان طلباً لإعادة التوطين في أوروبا والولايات المتحدة. في عام 2016 قُدرت أعداد الكلدان المتبقين في العراق بحوالي 241,471 نسمة، ويتوزعون على 17 أبرشية كلدانية. تضم بغداد على أكبر تجمع سكاني للكلدان مع حوالي 150,000 نسمة في عام 2016 (بالمقارنة مع 325,000 نسمة عام 1990)، تليها منطقة أربيل مع حوالي 34,900 نسمة، ومنطقة زاخو والعمادية مع حوالي 18,800 نسمة، ومنطقة ألقوش مع حوالي 17,500، ومنطقة الموصل مع حوالي 14,100 نسمة. يذكر أن أبرشية الموصل كانت تضم على ثاني أكبر تجمع كلداني في البلاد، لكن أدّى تفريغ الموصل من المسيحيين بعد سيطرة قوات تنظيم الدولة الإسلامية (داعش) في يوم 10 حزيران 2014 إلى تهجير العديد منهم.
توجد في العراق حضور لعدد من الكنائس الكاثوليكية الشرقية الأخرى أكبرها الكنيسة السريانية الكاثوليكية وهي كنيسة شرقية، وكاثوليكية، وتعتبر الكنيسة أيضًا من دوحة التراث السرياني تاريخيًا وطقسيًا وثقافيًا، أما إيمانيًا، فهي جزء من الكنيسة الكاثوليكية التي تقرّ بسيادة البابا، وهي جزء من الكنائس الكاثوليكية الشرقية منذ عام 1781. في عام 2016 قدرت أعداد السريان الكاثوليك بحوالي 50,000 نسمة، يتوزعون على ثلاثة أبرشيات وهي أبرشية بغداد وأبرشية الموصل وأبرشية البصرة والخليج العربي. أما الكنيسة الأرمنية الكاثوليكية هي كنيسة شرقية، وكاثوليكية، تعتبر الكنيسة أيضًا من دوحة التراث الأرمني تاريخيًا وطقسيًا وثقافيًا، أما إيمانيًا، فهي جزء من الكنيسة الكاثوليكية التي تقرّ بسيادة البابا، وهي جزء من الكنائس الكاثوليكية الشرقية منذ عام 1742. وقدرت أعداد الأرمن الكاثوليك في العراق بحوالي 1,800 نسمة، ويتركزون بشكل رئيسي في العاصمة بغداد. تضم العراق على مجتمع صغير من أتباع كنيسة الروم الملكيين الكاثوليك، وهي كنيسة كاثوليكية شرقية مستقلة مرتبطة في شركة تامة مع الكنيسة الكاثوليكية في روما بشخص رئيسها البابا. يضم المجتمع الكاثوليكي العراقي على أقلية من تركمان العراق، تُقدّر أعدادها بحوالي 30,000 نسمة، وتقطن في مدينة كركوك بشكل خاص.

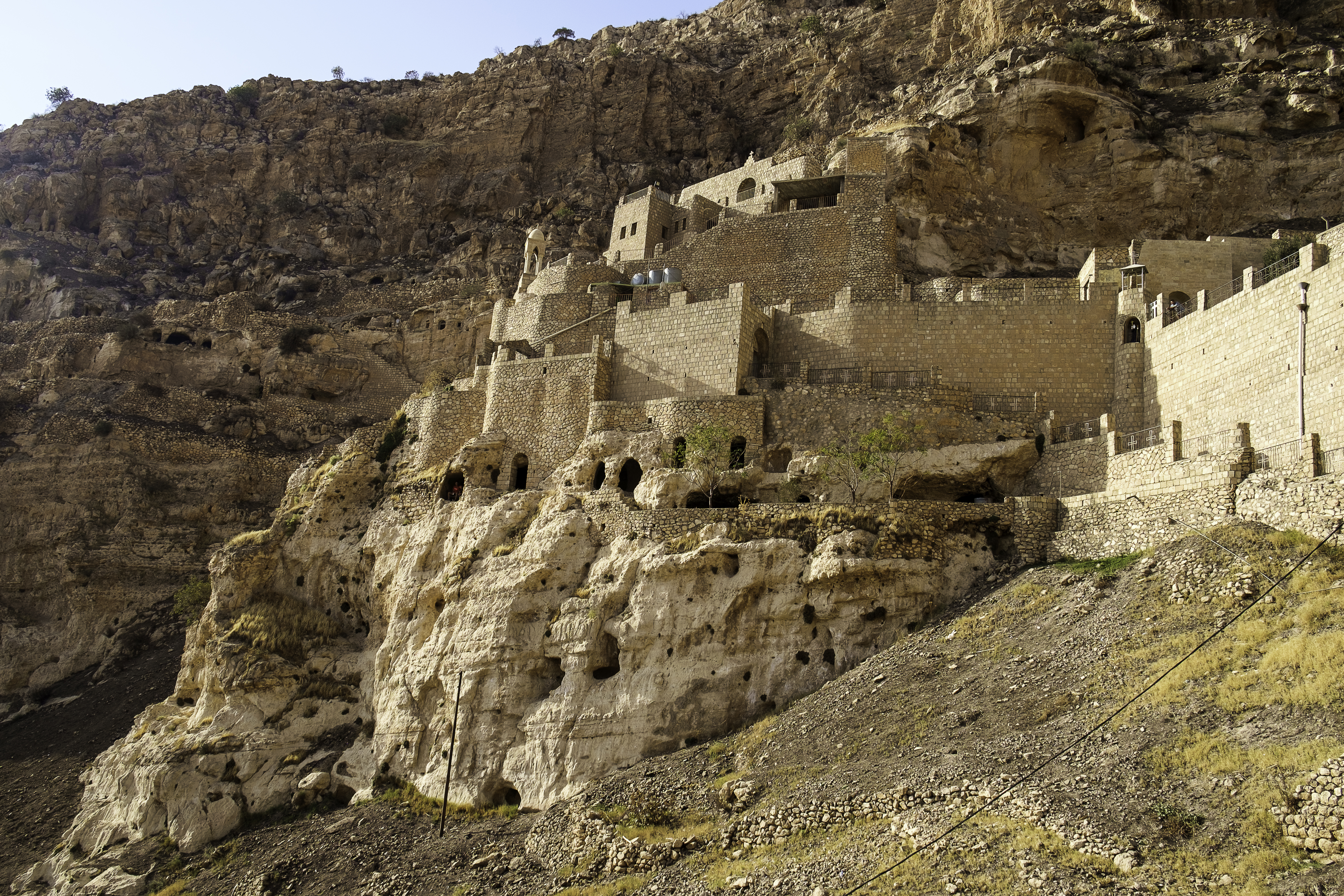
دير الربان هرمزد؛ من أشهر الأديرة في العراق
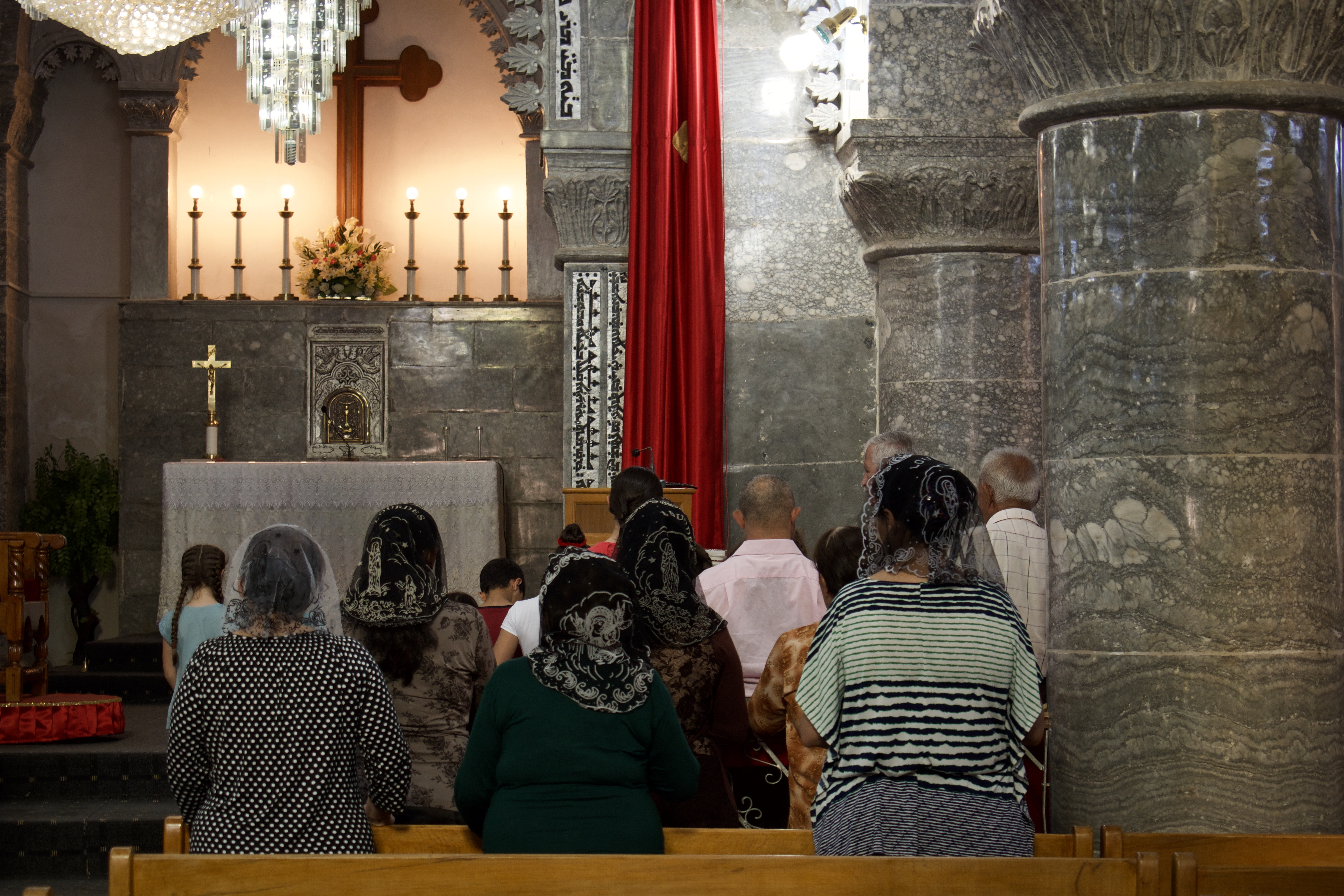
آشوريين يؤدون الصلوات في كنيسة القديس جريس الكلدانية بألقوش

#### كنيسة المشرق

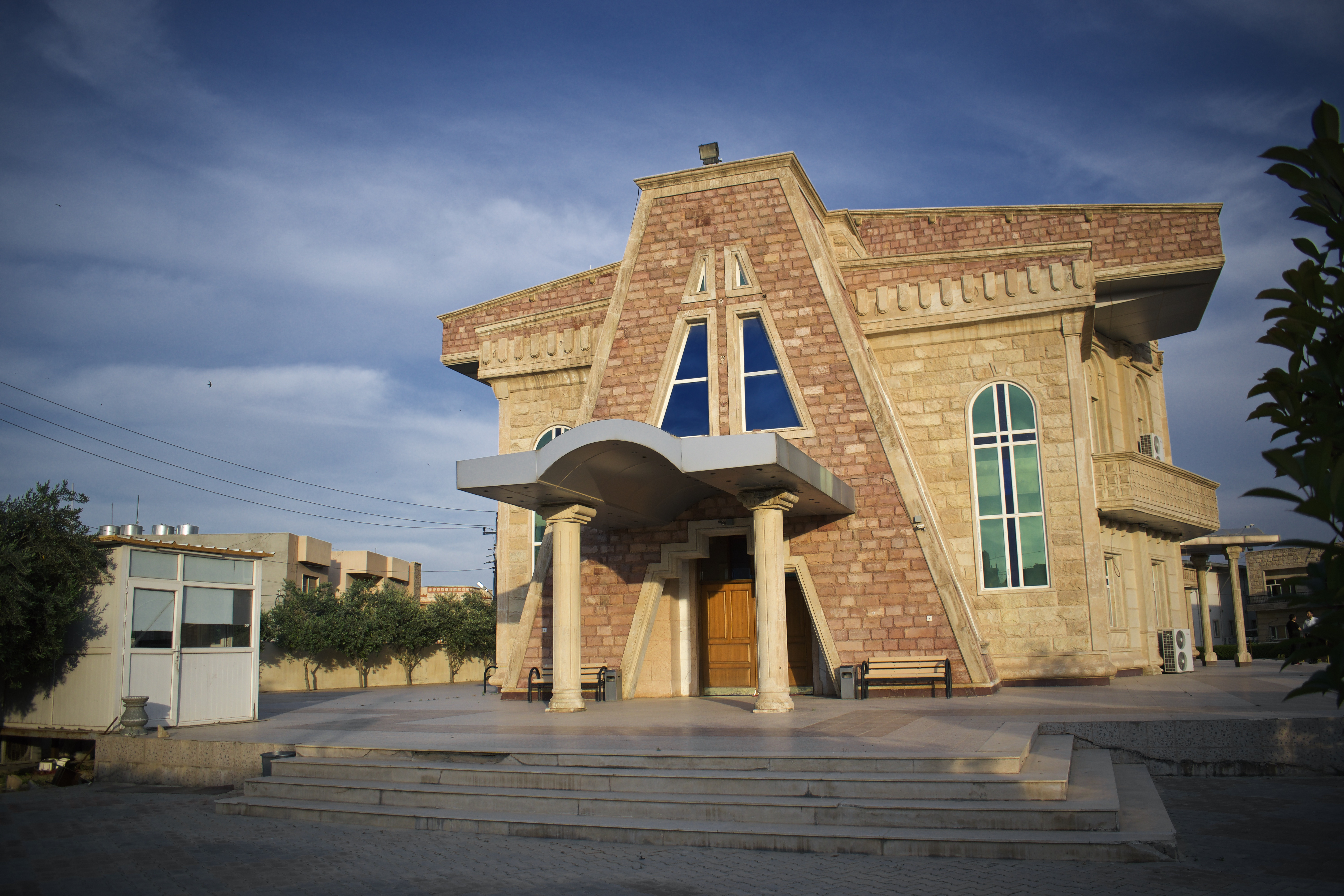
كاتدرائية القديس يوحنا في عنكاوا: مقر كنيسة المشرق الآشورية.

كنيسة المشرق، كما عرفت بعدة أسماء مثل كنيسة فارس والكنيسة النسطورية (ويقال لأتباعها نساطرة) هي كنيسة مسيحية وجزء تاريخي من تقليد المسيحية السريانية ضمن المسيحية الشرقية. تستعمل تسمية كنيسة المشرق في وصف تاريخ الكنائس السريانية الشرقية التي ورثت عنها تقليدها الكنسي المميز لها، وتشمل هذه الكنائس حاليا بحسب هذا التعريف كل من كنيسة المشرق الآشورية وكنيسة المشرق القديمة والكنيسة الكلدانية الكاثوليكية في الشرق الأوسط بالإضافة إلى مجموعة من الكنائس في الهند (مسيحيو مار توما) أبرزها كنيسة السريان الملبار الكاثوليك والكنيسة الكلدانية السريانية. نشأت هذه الكنيسة في بلاد ما بين النهرين ضمن الإمبراطورية الساسانية وانتشرت بعدئذ في معظم أنحاء آسيا. وصلت أوج قوتها بين القرنين السادس والرابع عشر حيث كانت حينئذ أكبر كنيسة انتشارا جغرافيا ممتدة من مصر إلى البحر الأصفر شرقا كما شملت بالإضافة إلى السريان المشارقة الذين احتفظوا بالبطريركية تقليديا الملايين من الفرس والترك والمغول والهنود والصينيين.
عقائدياً، يستعمل مصطلح كنيسة المشرق في وصف الكنائس الشرقية المستقلة التي استمرت باتباع العقيدة الأنطاكية خلال مجمع أفسس رافضة بذلك مقرراته وهو الأمر الذي أكسبها خطأ وصف «النسطورية»، فهي بهذا التعريف تنحصر على كنيسة المشرق القديمة وكنيسة المشرق الآشورية. وتركت الكنيسة إرثاً أدبياً كبيراً مقارنة بحجمها الحالي وارتبطت بها العديد من المدارس اللاهوتية والفلسفية أبرزها مدرسة الرها ومدرسة نصيبين ومدرسة جنديسابور ونشطت تحت كنفها مجموعة كبيرة من اللاهوتيين كأفراهاط ونرساي.
اعتنق جزء كبير من أتباعها الكاثوليكية منذ القرن السادس عشر فسموا بالكلدان الكاثوليك بينما استقر بطاركة كنيسة المشرق في جبال حكاري حتى القرن العشرين. انقسمت كنيسة المشرق على ذاتها في الستينات من القرن العشرين فتكونت كنيسة المشرق القديمة بينما تغير اسم الكنيسة رسمياً إلى كنيسة المشرق الآشورية. خلال مذابح سيفو، وهي سلسلة من العمليات الحربية التي شنتها قوات نظامية تابعة للدولة العثمانية بمساعدة مجموعات مسلحة شبه نظامية استهدفت مدنيين آشوريين/سريان/كلدان أثناء وبعد الحرب العالمية الأولى. نزح اللاجئين الآشوريين من نقدة وأرومية والقرى المحيطة بها إلى بعقوبة، حيث قام البريطانيون لاحقًا بنقل اللاجئين الآشوريين إلى مخيمات اقيمت لهم في بعقوبة بسبب انتشار مجاعة في إيران ومن ثم الحبانية. وعاد معظم الآشوريين الذين هجروا من مناطق برواري الواقعة ضمن حدود المملكة العراقية إلى قراهم هناك، غير أن هجمات العشائر الكردية المتتالية أجبرتهم على الرحيل فاستقروا نهائيُا في المدن الكبرى كبغداد والموصل والبصرة. بائت محاولات توطين آشوريي حكاري في منطقة «بردوست» بكردستان العراق بالفشل، وتم رفض مقترحات بتوطينهم في كندا. فتم الاتفاق على توطين بعضهم في مناطق جنوبي محافظة دهوك حاليًا. غير أن الجيش العراقي سرعان ما دمر معظم تلك القرى وقتل حوالي 3,000 آشوري فيما عرف بمجزرة سميل عام 1933 بعد انتشار إشاعات عن رغبتهم بتكوين كيان مستقل. فانتقل حوالي 15,000 إلى سوريا حيث استقروا في عدة قرى على ضفاف نهر الخابور بمحافظة الحسكة.
بنهاية الحرب العالمية الأولى أضحى معظم الآشوريين والكلدان نازحين بالعراق بينما نزح ما تبقى من السريان إلى سوريا ولبنان. وخلال العشرينات من القرن العشرين التحق العديد من آشوريي حكاري بالواء العسكري الذي أنشأه البريطانيون في العراق، وكثرت المشاحنات بينهم وبين الجيش العراقي المنشأ حديثًا والذي أعتمد على ضباط خدموا في الجيش العثماني ما أدى إلى أنعدام الثقة بين الطرفين. وبعد استقلال العراق عام 1933 سرت إشاعات أن الآشوريين الذين استوطنوا في السهل الواقع بين دهوك وسهل نينوى يسعون للانفصال من العراق فنفي شمعون الثالث والعشرون إيشاي بطريرك كنيسة المشرق الآشورية إلى قبرص وقام بكر صدقي أحد الضباط بالجيش العراقي بالتعاون مع عشائر كردية بالهجوم على تلك المناطق وتدمير القرى الآشورية فيها وكان أهمها في 7 أغسطس 1933 عندما هوجمت بلدة سميل وقتل حوالي 3,000 من سكانها في الحدث الذي عرف بمجزرة سميل. أدت هذه المجازة إلى نزوح ثلث سكان سهل نينوى الآشوريين إلى شمال شرق سوريا حيث أسسوا 35 قرية على ضفاف الخابور قرب الحدود مع تركيا. أدى الاضطهاد الديني والعرقي والأوضاع الاقتصادية السيئة بعد غزو العراق في عام 2003، إلى هجرة كبيرة لأتباع الكنائس الآشورية. خلال أزمة الرسوم الكاريكاتورية المسيئة لمحمد في صحيفة يولاندس بوستن عام 2005 أدّت إلى زيادة العنف ضد المجتمع الآشوري، وتم استهداف ست كنائس في مدينتي بغداد وكركوك بالعراق بسيارات مفخخة. وأصدر رجل دين مسلم في مدينة الموصل فتوى تنادي: «بطرد الصليبيين والكفار من الشوارع والمدارس والمؤسسات لأنهم أساءوا إلى شخص النبي». في عام 2014
قامت كنيسة المشرق الآشورية بنقل مركزها من شيكاغو إلى عنكاوا.
يبلغ أعداد أتباع كرسي بغداد لكنيسة المشرق القديمة حوالي 50,000 إلى 70,000 ويتوزع أتباعها على مطرانيتين في الموصل وكركوك إلى جانب أبرشيات في سوريا والعراق والولايات المتحدة. وتعد كاتدرائية بطريركية مريم العذراء في بغداد مقر كنيسة المشرق القديمة. ويقدر عدد أتباع كنيسة المشرق الآشورية بين 170,000 نسمة، إلى حوالي 323,300 نسمة، على الرغم من أن بعض المصادر تقول أن أعدادهم تصل إلى حوالي 500,000 نسمة. ويتبع أتباع كنيسة المشرق الآشورية في العراق ادارياً أسقفية العراق والتي تضم أبرشيات في بغداد والبصرة وكركوك والموصل، ويقع مقر الكنيسة في كاتدرائية القديس يوحنا الآشورية المشرقية في عنكاوا منذ عام 2014. ويتواجدون تاريخياً بكثافة في جبال زاغروس الشمالية وسُمّيل وسهل برواري وسهل سابنا وفي دهوك وأجزاء من سهل نينوى، ويضم سهل نهلا على عدد من القرى الآشورية التي يعود أصول سكانها إلى منطقة هكاري، كما تضم بغداد والبصرة وكركوك والموصل على مجتمع آشوري مشرقي. هناك مجتمعات لأتباع كنيسة المشرق الآشورية في سوريا خصوصاً في محافظة الحسكة، وفي إيران خصوصاً في أرومية (والتي تضم على عدد من القرى الآشورية المحيطة بها) وسلماس وطهران، وفي أرمينيا وجورجيا وأذربيجان. إلى جانب مجتمعات كبيرة في روسيا والشتات خصوصاً في الولايات المتحدة وكندا وأستراليا وألمانيا والدول الإسكندنافيَّة.

#### الأرثوذكسية المشرقية

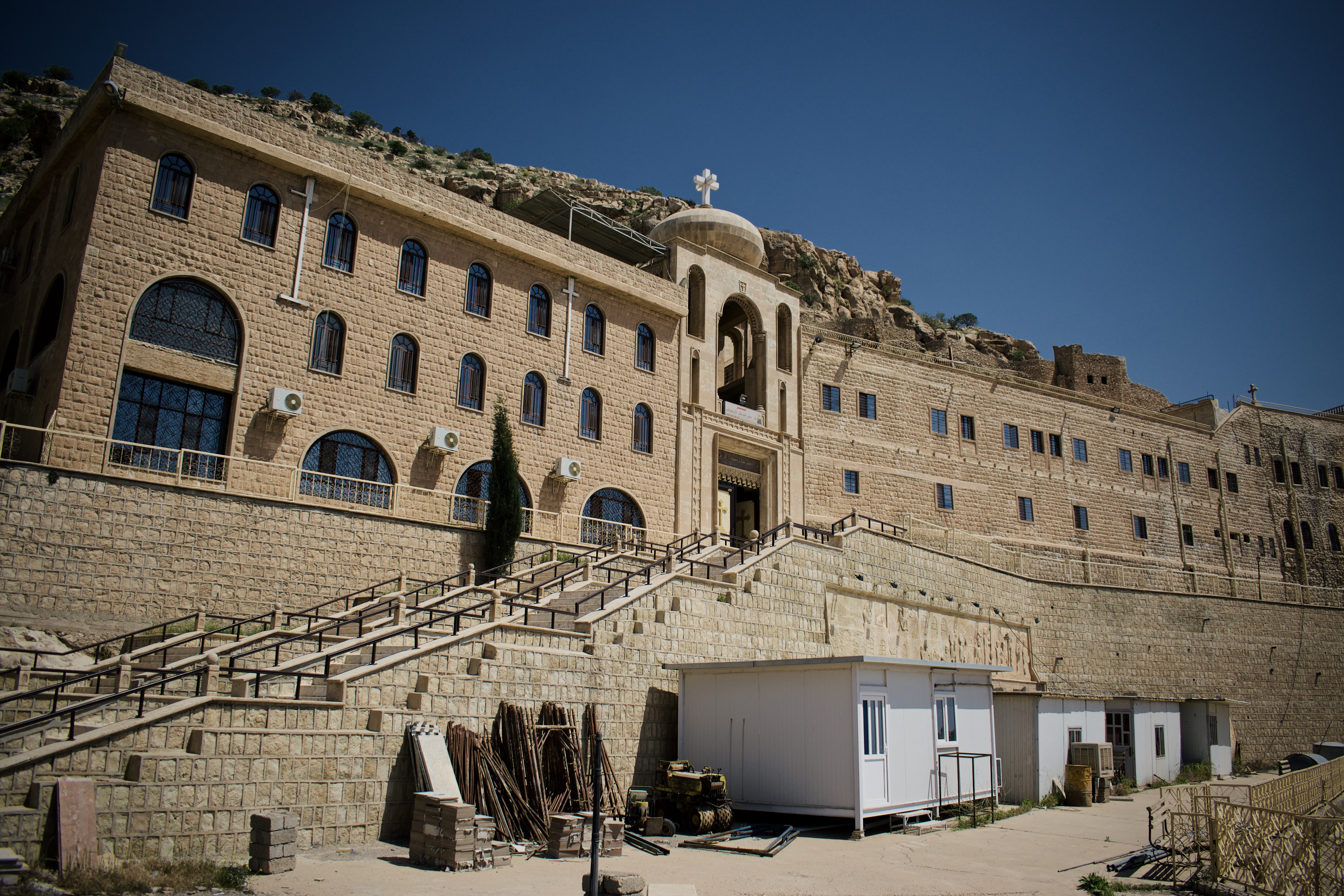
دير مار متي السرياني الأرثوذكسي.

الكنائس الأرثوذكسية المشرقية هي الكنائس التي لا تعترف إلا بشرعية المجامع المسكونية الثلاث الأولى (نيقية، قسطنطينية الأول، أفسس الأول)، وتعرف برفضها للعقيدة التي أقرها مجمع خلقيدونية عام 451. وتعرف هذه الكنائس أيضا بالكنائس الشرقية القديمة ولكن يجب التمييز بينها وبين الكنائس الشرقية الأرثوذكسية. وتتكون عائلة الكنائس الأرثوذكسية المشرقيّة من الكنيسة القبطيّة والأرمنيّة والسريانيّة والإثيوبية ولهذه الكنائس وجود تاريخي في بلاد الرافدين.
الكنيسة السريانية الأرثوذكسية هي كنيسة أنطاكيّة أرثوذكسية مشرقية، أنشأها ساويرس الأنطاكي في أنطاكية في عام 518 م، وقام يعقوب البرادعي في صياغة هذه البطريركية، بينما وفقاً لتقاليدها تتبع تاريخها إلى أنطاكية بواسطة بطرس وبولس الطرسوسي في القرن الأول. وتستخدم الكنيسة ليتورجيا القديس يعقوب، المرتبطة بيعقوب البار، «أخ» يسوع والبطريرك بين المسيحيين اليهود في القدس. لغة الكنيسة الرسمية هي السريانية وتستخدم الكتابة السريانية في مخطوطاتها الدينية. وفقاً لتقديرات عام 2001 كان يعيش في العراق حوالي 50,000 سرياني أرثوذكسي، لكن أدى الاضطهاد الديني والعرقي والأوضاع الاقتصادية السيئة بعد غزو العراق في عام 2003، إلى هجرة كبيرة للسريان الأرثوذكس.
تاريخ الأرمن في العراق موثق منذ العصور البابلية المتأخرة. ومع ذلك، فإن الجذور العامة للجالية الأرمنية المعاصرة في العراق يمكن أن تُعزى إلى حد كبير إلى نقل الشاه عباس الأول الصفوي القسري للأرمن إلى بلاد فارس في عام 1604، وانتقل بعضهم بعد ذلك للإستقرار في الأراضي العراقية. وصل 25,000 أرمني إلى العراق خلال أوائل القرن العشرين أثناء فرارهم من اضطهاد الإبادة الجماعية للأرمن. وقاموا لاحقاً بإنشاء المدارس والأندية الرياضية والثقافية والمؤسسات السياسية والدينية في المراكز الحضرية في جميع أنحاء العراق. خلال عقد 1980، ازدهرت الجالية الأرمنية نتيجة لجهود تحديث الرئيس صدام حسين، حيث واصلت الجالية في إعادة بناء مؤسساتها الثقافية ومنها كاتدرائية ضخمة في بغداد. وكان من بين حاشية صدام حسين العديد من الشخصيات الأرمنية. أدى الاضطهاد الديني والعرقي والأوضاع الاقتصادية السيئة بعد غزو العراق في عام 2003، إلى هجرة كبيرة للأرمن الأرثوذكس. غالبية الأرمن العراقيين هم من أتباع الكنيسة الرسولية الأرمنية، ويقدر أن هناك ما بين 10,000 إلى 15,000 أرمني في العراق، ولهم تواجد بارز في بغداد، والموصل والبصرة، وكركوك، وفي كردستان العراق في كل من بعقوبة، ودهوك، وزاخو وأفزروك. وهم يُشكلون ثاني أكبر مجموعة عرقية مسيحية في البلاد، بعد الآشوريين. ويعتبر المجتمع الأرمني العراقي من المجتمعات الثرية في العراق.

## الديموغرافيا والانتشار

### عدد السكان
- عدد المسيحيين في العراق عام 1987 كان 1,400,000
- عدد المسيحيين في العراق عام 2003 كان 1,500,000
- عدد المسيحيين في العراق عام 2013 كان 450,000[185]

### التوزيع الجغرافي

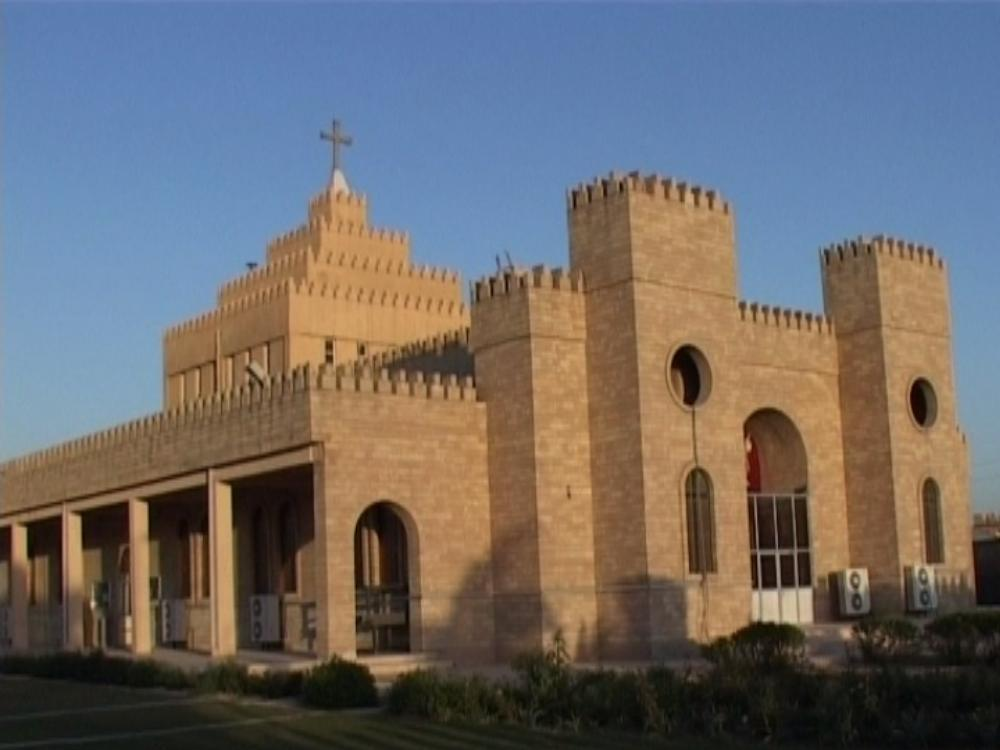
الكنيسة الكلدانية الكاثوليكية في عينكاوة.

يتواجد المسيحيون في العراق في كافة المحافظات لكن وجودهم يتركز في العاصمة بغداد حيث يتواجد أكبر تجمع سكاني لهم خصوصاً في أحياء عقد النصارى والدورة والكرادة الشرقية، وفي منطقة سهل نينوى قرب الموصل شمال العراق وفي سهل نهلا. كما أنهم يتواجدون في دهوك وأربيل والموصل والبصرة والعمارة والحلة وبعقوبة والحبانية وكركوك وغيرها حيث تتواجد كنائس لهم فيها. ويتركز متحدثو اللغة السريانية في العراق في سهل نينوى بشكل خاص، وبناءاً على هذا فقد سمحت الحكومة العراقية باستخدام اللغة السريانية في هذه المنطقة في مجالات التعليم وغيرها كاللافتات العمومية.
تُعد مدينة الموصل، جنباً إلى جنب مع سهل نينوى القريب، واحدة من المراكز التاريخية للشعب الآشوري وكنائسهم؛ الكنيسة الكلدانية الكاثوليكية، والكنيسة السريانية الأرثوذكسية، وكنيسة المشرق الآشورية، التي تحتوي على أضرحة العديد من أنبياء العهد القديم مثل يونان بن أمتّاي، والتي دمر بعضها تنظيم الدولة الإسلامية (داعش) في يوليو عام 2014.
كما أن هناك تواجد للكنائس العراقية الرئيسية في هذه المنطقة وهي الكنيسة الكلدانية الكاثوليكية والكنيسة السريانية الأرثوذكسية والكنيسة السريانية الكاثوليكية وكنيسة المشرق القديمة وكنيسة المشرق الآشورية. وتحولت منطقة سهل نينوى إلى نقطة تجمع مسيحيي العراق بعد فرارهم من المناطق الساخنة في بغداد وجنوب ووسط العراق وذلك لأنها المنطقة الوحيدة في العراق ذات الغالبية المسيحية.
يعيش المسيحيون في محافظة نينوى بصورة رئيسية في القرى، مثل قره قوش والمعروفة كذلك باسم «بغديدا» وبرطلة والحمدانية وتلكيف وألقوش وكرمليس وتللسقف وباطنايا وباقوفا وشرفية وبندوايا وبحزاني وقصروك غيرها. وتعدّ سهل نينوى المناطق من المناطق المتنازع عليها بحسب المادة 140 من الدستور العراقي لسنة 2005. كما شهدت السنوات الأخيرة دعوات من بعض الساسة بإقامة منطقة حكم ذاتي أو محافظة خاصة بالمسيحيين والأقليات القاطنة في هذه المنطقة وخصوصاً بعد تزايد حدة الهجمات عليهم في مدن عراقية أخرى. ويتكون سهل نينوى من ثلاثة أقضية هي الحمدانية ذو الغالبية السريانية، وفيه قرى للشبك والإيزيديين، وشيخان وهي موطن للآشوريين والإيزيديين، وتلكيف وغالبيّة سكانه من الكلدان وفيه عرب سنّة وإيزيديون.
تنتشر في منطقة سهل نهلا العديد من القرى الآشورية التي يتبع سكانها كنيسة المشرق الآشورية أو كنيسة المشرق القديمة والتي تقدر أعدادهم بحوالي 20,000 نسمة، ومعظمهم تعود أصولهم إلى منطقة هكاري في تركيا الحاليَّة، وقد استوطنوا سهل نهلا هرباً من الإبادة الجماعية للآشوريين عشية الحرب العالمية الأولى. وهناك احتكاك كبير بين الأكراد والآشوريين في السهل، مع تاريخ من العنف والإستحواذ على الأراضي الآشورية وقمع الناخبين منذ إنشاء إقليم كردستان. في عام 2015 سنَّت حكومة إقليم كردستان العراق قانونًا لحماية الأقليات الدينية رسميًا وتعترف الحكومة بالطوائف المسيحية. معظم المسيحيين في إقليم كردستان العراق من الآشوريين والأرمن، إلى جانب مجموعة صغيرة من المسيحيين الأكراد (المتحولون حديثًا بشكل رئيسي)، وبالمجمل يزيد أعداد المسيحيين في كردستان العراق عن 200,000 نسمة. ويتواجد المسيحيين بشكل رئيسي في هورامان وأربيل ودهوك وزاخو والسليمانية وعنكاوا. وتضم اليوم عنكاوا الواقعة في ضواحي مدينة أربيل وذات الأغلبية السكانية المسيحية، على واحدة من أكبر التجمعات المسيحية في العراق، حيثة تحولت إلى مركز جذب للمهجرين المسيحيين من المناطق الساخنة في العراق بعد احتلال العراق عام 2003 وذلك للاستقرار النسبي الذي تتمتع به البلدة.

### المهجر

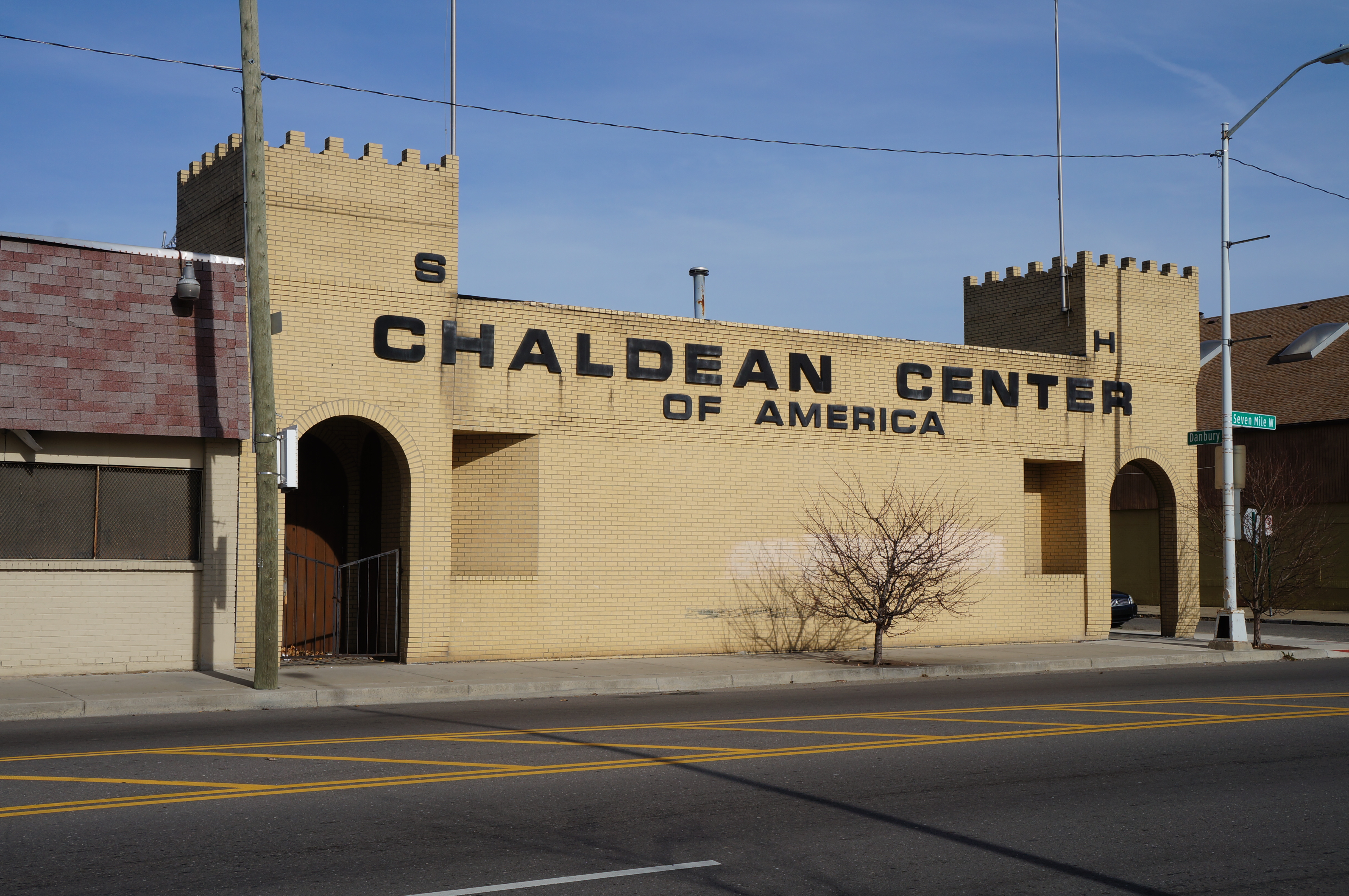
المركز الكلداني الثقافي في حي الكلدان في في مدينة ديترويت في.

بدأت هجرة الآشوريون/الكلدان إلى الأمريكيتين منذ ثمانينات القرن التاسع عشر وذلك بسبب الظروف الاقتصادية وتوفر فرص العمل، كما أدى التمييز الديني إلى تسريع الهجرة منذ ذلك الحين. وقد بدأ المهاجرون من المناطق الريفية في سهل نينوى بالهجرة إلى المدن الصناعية بالولايات المتحدة حيث عملوا في المصانع وفي قطاع الخدمات. كما تبعتهم كذلك موجات ذهبت خصيصا للدراسة وتلقي العلوم. وبحلول سنة 1906 أصبح عدد الاشورين في الولايات المتحدة ما يزيد على الألف أغلبيتهم الساحقة من الرجال الذين قدموا للعمل، غير أن المجازر التي حدثت خلال الحرب العالمية الأولى دعت العديد من العوائل إلى الهجرة إلى الولايات المتحدة وخاصةً من قبل المشارقة الذين بدأوا بالاستقرار في كل من شيكاغو ونيو إنغلاند ومدينة تورلوك.
هاجر العديد من آشوريي وكلدان العراق خلال الستينات والسبعينات وفي فترة الحصار الاقتصادي على العراق وبدأوا بالإستقرار في مدينة ديترويت وخاصًة بما سمي لاحقاً بالحي الكلداني (بالإنجليزية: Chaldean town) بها، ويعمل يعمل الآشوريون والكلدان في ديترويت كرجال أعمال وبقالين وأصحاب متاجر ومهنيين وفي صناعة السيارات المزدهرة. وازدادت الهجرة من قبل آشوريي إيران بعد الثورة الإسلامية الإيرانية بها واستقر هؤلاء غالباً بولاية كاليفورنيا. كما أنَّ أكثر من نصف 64,000 عراقي أمريكي في ميشيغان هم من المسيحيين، ويشكل آشوريي وكلدان العراق نسبة كبيرة نسبياً في تورلوك حيث توجد هناك قناة تلفازية ومحطات راديو ناطقة بالسريانية، وبالرغم من هذا فإن عدد المتحدثين بالسريانية كلغة أم في الإحصائيات الرسمية لا يتعدى 50,000 نسمة. وتزايدت الهجرة في السنوات الأخيرة إلى السويد وألمانيا وأستراليا خصوصاً إلى مدينة سيدني.

## الثقافة والتأثير الحضاري

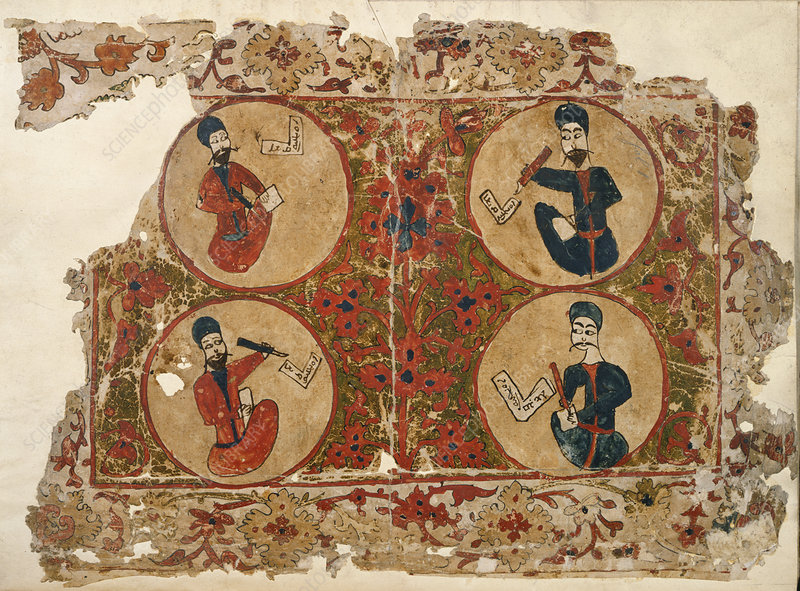
تصوير للإنجيليين الأربعة مأخوذة من كتاب قراءات الإنجيل. نُشر في الأصل في الموصل عام 1499.

تُمثل المسيحية في العراق جزءًا كبيرًا من فسيفساء الثقافة المتنوعة في البلاد؛ حيث يوجد هناك أقدم الآثار المسيحية إضافة إلى الليتورجيا والتراتيل التي انتشرت منذ القرن الثاني الميلادي في جميع أنحاء البلاد. وللمسيحيَّة تاريخٌ طويل وحافل في العراق التاريخيَّة، وهي منتشرة بطُقوسها السريانيّة الشرقية والسريانية الغربية والأرمنيّة، كما وخرج منها الكثير من الفلسفات والنصوص الليتورجية وآباء الكنيسة والشهداء والقديسين فضلًا عن الملافنة، حيث تُعتبر سوريا الحاليّة مسقط رأس العديد من الرسل والقديسين المسيحيين. لعب المسيحيون الشرقيون دوراً حضارياً وثقافياً وعلمياً في العراق. لا يوجد اختلافات ثقافيّة كبرى بين المسيحيين والمحيط العراقي العام، بعض الاختلافات تنشأ من الفروق الدينية، ففي المناسبات الاجتماعية التي يكون المشاركون فيها من مسيحيين غالبًا ما تقدم مشروبات كحولية على خلاف ما هو سائد لدى أغلب المجتمعات العربيّة لكون الشريعة الإسلامية تحرّم مثل هذه المشروبات.
تعتبر الثقافة المسيحية العراقية قريبة إلى حد ما من ثقافات شعوب الشرق الأوسط الأخرى وخاصة أن كون الأغلبية الساحقة تتبع المسيحية جعلها تتميز بعدة صفات قد لا تتواجد بغيرها. فتعد الاحتفالات المسيحية الكبرى كعيد الميلاد (ܥܐܕܐ ܕܒܝܬ ܝܠܕܐ عيذا دبيث يلدا) وعيد القيامة (ܥܐܕܐ ܕܩܝܡܬܐ عيذا دقيَمتا) من أهم الأعياد الدينية كما يعتبر عيد الصعود (ܥܐܕܐ ܕܣܠܩܐ عيذا دسولاقا) وعيد الصليب (ܥܐܕܐ ܕܨܠܝܒܐ عيذا دصليبا). كما للمؤمنين منهم صومين هامين وهما الصوم الكبير (صوما دأربعين ܨܘܡܐ ܕܐܪܒܥܝܢ) وصوم نينوى أو صوم الباعوث (صوما دباعوثا ܨܘܡܐ ܕܒܥܘܬܐ). ومن أهم الأعياد غير الدينية خا بنيسان الذي يحتفل به برأس ألسنة الآشورية البابلية في 1 أبريل. كما يتم تذكار مذابح سيفو في 24 أبريل ومجزرة سميل في 7 أغسطس من كل عام.
تعود أصول الموسيقى السريانية الآشورية إلى تلك المنتشرة في بلاد ما بين النهرين قديما. وقد استخدمت فيها عدة أدوات موسيقية أهمها القيثار والكنار والعود، واستعملت غالباً في المناسبات الاجتماعية والدينية. كما يوجد نوع آخر من الموسيقى غير الدينية المستعملة خلال المناسبات الاجتماعية وتمتاز بالسرعة وغالبا ما ترافقها مجموعة راقصة. وتعرف هذه الرقصات الجماعية ب-«خكا» وهي قريبة من الدبكة المنتشرة في بعض الدول العربية. وتختلف هذه الأغاني وأساليب الرقص غير أن أهمها «باگيِ» (ܒܐܓܝܐ) و«شيخاني» (ܫܝܟܐܢܝ) و«سسكاني» (ܣܣܟܐܢܝ). ومن المغنين المشهورين حديثا ليندا جورج وجان كارات وجوليانا جندو وآشور بيث سركيس.

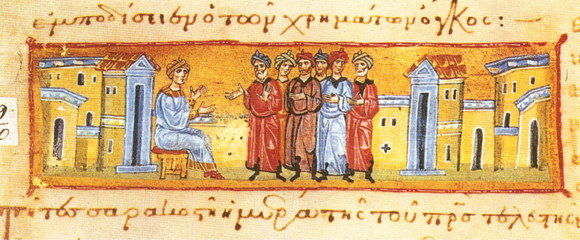
تصوير مسيحي ليهوشافاط، مخطوطة تعود إلى القرن الثاني عشر.

طورّ مسيحيي بلاد ما بين النهرين أدباً مسيحياً كانت مواضيعه ونصوصه في الغالب حكمية وفلسفية ولاهوتية، وشهد العصر الذهبي للأدب السرياني في القرنين الرابع والخامس نشوء عدة مدارس سريانية اهتمت بالاهوت والفلسفة والعلوم الطبيعية كما في الرها ونصيبين وجنديسابور. وظهرت عدة أسماء في مجال الأدب السرياني في هذه الفترة مثل نرساي ويعقوب السروجي ويعقوب الرهاوي. كما شهدت فترة سيطرة الخلافة العربية الإسلامية ظهور أسماء هامة أخرى مثل ميخائيل الكبير (1126-1199) الذي ألف موسوعة بالسريانية تعتبر من الأهم من نوعها في العصور الوسطى، وكذلك ابن العبري الذي ألف العديد من الكتب في اللاهوت والطبيعيات لعل أهمها «زبدة العلم» (ܚܐܘܬܐ ܕܚܟܡܬܐ حوثو دحکمثو) الذي يتناول جميع العلوم المعروفة وكذلك كتاب «تاريخ مختصر الدول» بالعربية والسريانية، وهو حوليات في تاريخ الحضارات القديمة. وتطورت حكايات مسيحية شعبية مثل حكاية بارلام ويهوشافاط لنتشر لاحقاً في كافة أرجاء العالم المسيحي، وتستمد القصة أصولها من الثاني إلى القرن الرابع من نص في اللغة السنسكريتية، ومن ثم كتاب في اللغة العربية كتاب بلوار ويوسف، وهي قصة أحداثها في بغداد في القرن الثامن، وظهرت القصة في آداب الأوساط المسيحية في الشرق الاوسط قبل أن تظهر في الإصدارات الأوروبية والأدب البيزنطي.
في الثقافة العراقية الشعبية ظهرت العديد من الشخصيات المسيحية الفلكلورية الأسطورية في مجموعة متنوعة من القصص الشعبية والأشعار منها على سبيل المثال ألف ليلة وليلة، والتي تحتوي على عدد من الشخصيَّات الأدبيَّة المسيحيَّة الخياليَّة المشهورة، ومنها السمسار القبطي والخطاط السرياني وحكاية الأميرة شيرين ورهبان عمورية وعدي بن زيد العبادي، كما وتتكرر شخصية الطبيب والتاجر المسيحي بكثرة، وتضمن الكتاب حكايات لمسيحيين من بغداد وسائر العالم الإسلامي ومن روم الإمبراطورية البيزنطية.
يتحدث المسيحيين العراقيين بلهجة عربية شبيه بلهجة يهود العراق، حيث حافظت اللهجة اليهودية العربية القديمة التي كان يتحدث بها يهود العراق في مدن مثل الفلوجة وبغداد وكربلاء والبصرة والرمادي، وبدرجة أقل، اللهجة المسيحية العراقيَّة، على سمات اللغة العراقية القديمة في العصور الوسطى. تاريخياً تشابهت صوتيات لهجة بغداد المسيحية مع لهجة بغداد اليهودية، في حين اختلف النطق بين لهجة بغداد المسيحية ولهجة بغداد اليهودية من جهة مع لهجة المسلمين في بغداد من جهة أخرى. تطورت لهجمة مسيحيو بغداد وهم مجتمع راسخ من اللغة العامية المستقرة في العراق في العصور الوسطى، ويميل السكان المسيحيون في المدينة استخدام لهجة بغداد الإسلامية في المواقف الرسمية، نظراً لإرتباط لهجة المسلمين بالسلطة والمال. وتحدث المسيحيين واليهود الكراد بالآرامية الشمالية الشرقية النهرينية في شمال العراق خصوصاً في سهل نينوى والموصل.

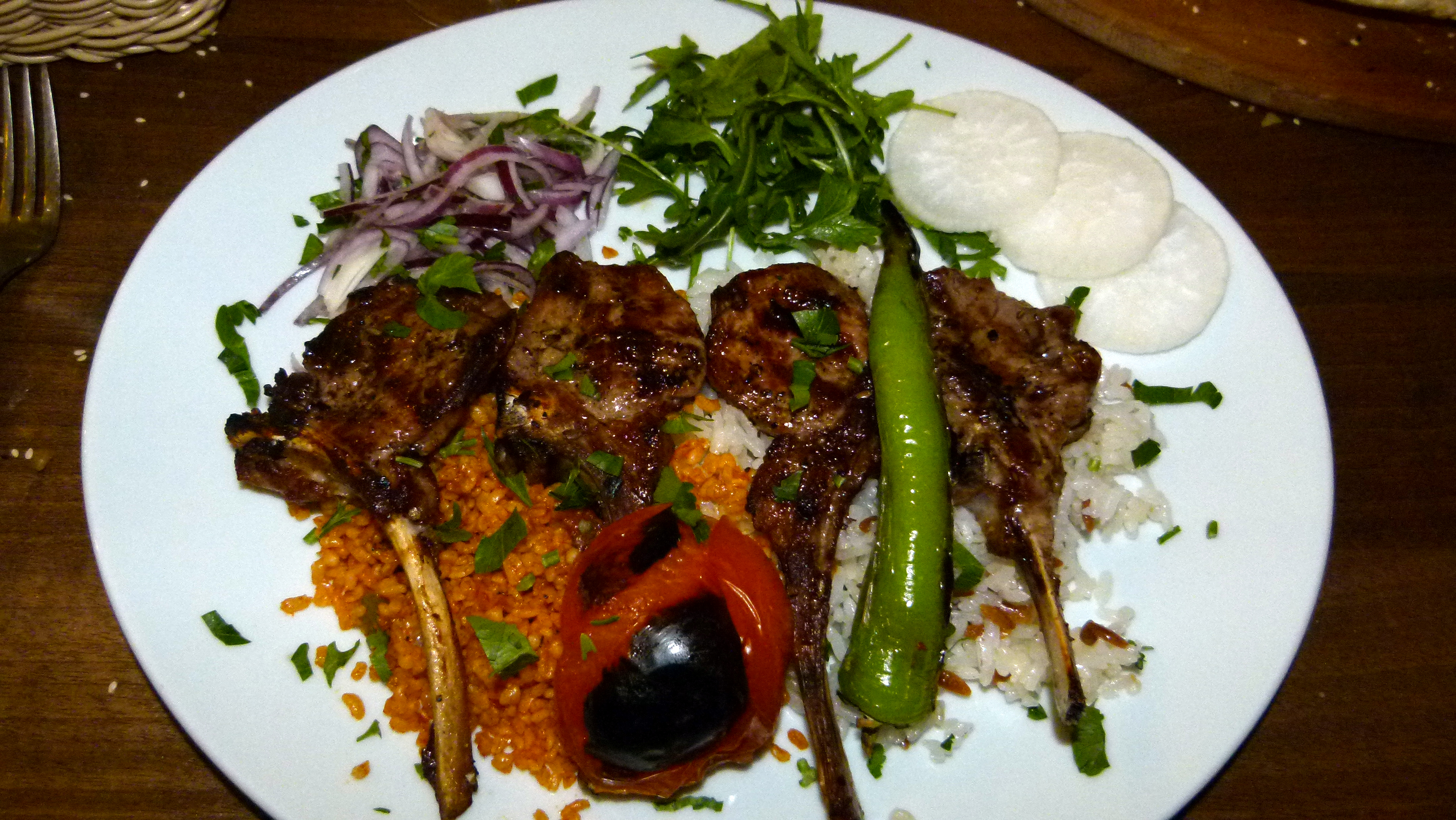
طبق تقليدي من المطبخ المسيحي العراقي
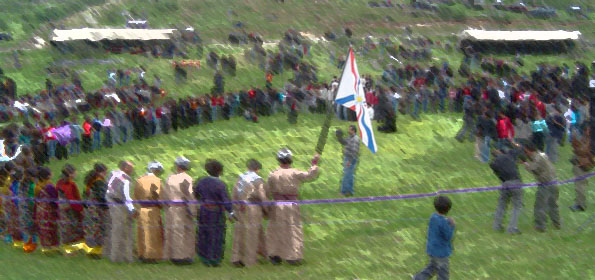
دبكة آشورية عراقية تقليديَّة
طفل عراقي في الزي الآشوري التقليدي
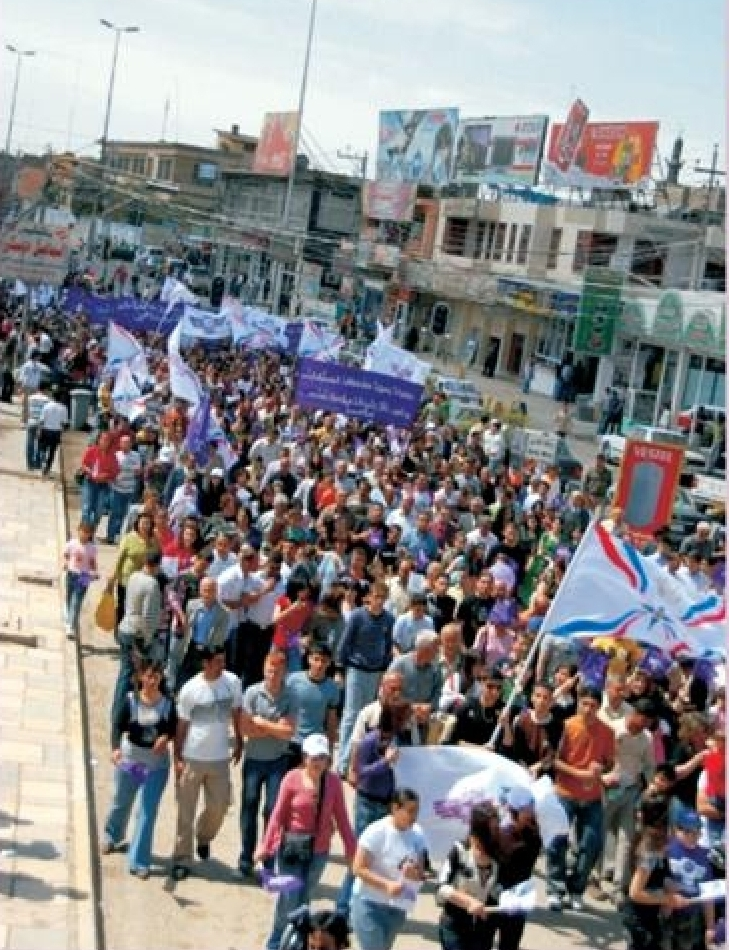
احتفالات رأس السنة الآشورية البابلية
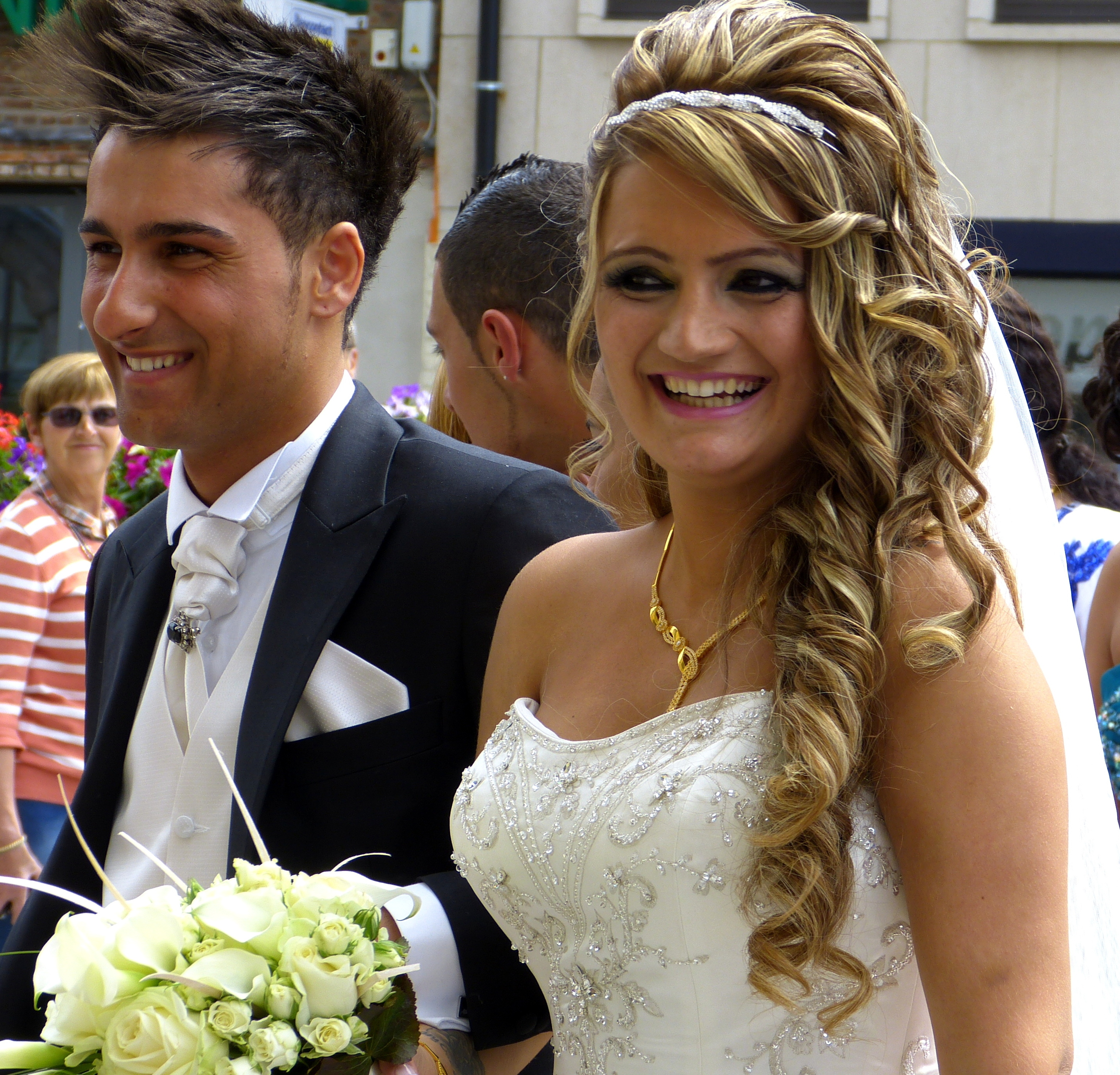
زفاف مسيحي عراقي
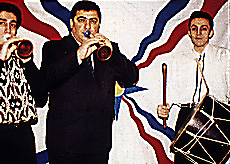
فرقة موسيقيَّة آشورية عراقية

### اللغة

خارطة محافظة نينوى وتظهر فيها الأقضية المكونة لسهل نينوى التي تعتبر فيها السريانية لغة رسمية.

تعتبر السريانية اللغة الأم لطوائف الآشوريون/السريان/الكلدان المنتشرة بالعراق، حيث أضحت من أهم العوامل التي تجمعهم.و كانت العربية قد حلت مكان السريانية كلغة كتابة في مدن العراق الوسطى منذ القرن الثالث عشر. ولا تزال السريانية لغة التخاطب في المناطق والقرى ذات الغالبية السريانية/الكلدانية في الموصل ودهوك. ينتمي أغلب مسيحيي العراق الذين يشكلون حوالي 3% من عدد السكان للكنائس السريانية. وبالتالي تعتير اللغة السريانية لغة مقدسة وذات أهمية دينية وتراثية لمسيحي العراق. تعتبر السريانية في العراق ثالث لغة بعد العربية والكردية، وتنتشر اللهجة الشرقية بشكل أساسي بين ناطقيها مع وجود عدد من الاستثناءات، ينص دستور العراق على اعتبار اللغة السريانية لغة رسمية في المناطق التي يشكل الناطقين بها كثافة سكانية، الأمر المطبق في محافظة نينوى التي تعتبر مركز الثقل الرئيسي للغة السريانية، وتعتبر لغة رسمية في أقضية الحمدانية وبخديدا وبرطلة وكرمليس وتلكيف والشيخان، إضافة إلى إلى قضاء سميل في محافظة دهوك وقضاء شقلاوة في محافظة أربيل، بينما تنتشر في عدد آخر من قرى شمال العراق وأقضيته وإنما دون الاعتراف بها كلغة رسمية، إلى جانب انتشارها بفعل الهجرة من الريف إلى المدينة في المدن الكبرى خصوصًا بغداد والبصرة. فضلاً عن ذلك تدرس اللغة السريانية في بعض المدارس الحكومية في بغداد وسهل نينوى وكذلك في محافظات دهوك وأربيل وكركوك إلى جانب العربية والكردية والإنجليزية. إلى جانب كونها منطوقة من قبل المهاجرين السريان العراقيين في أعقاب عام 2003.

### المطبخ

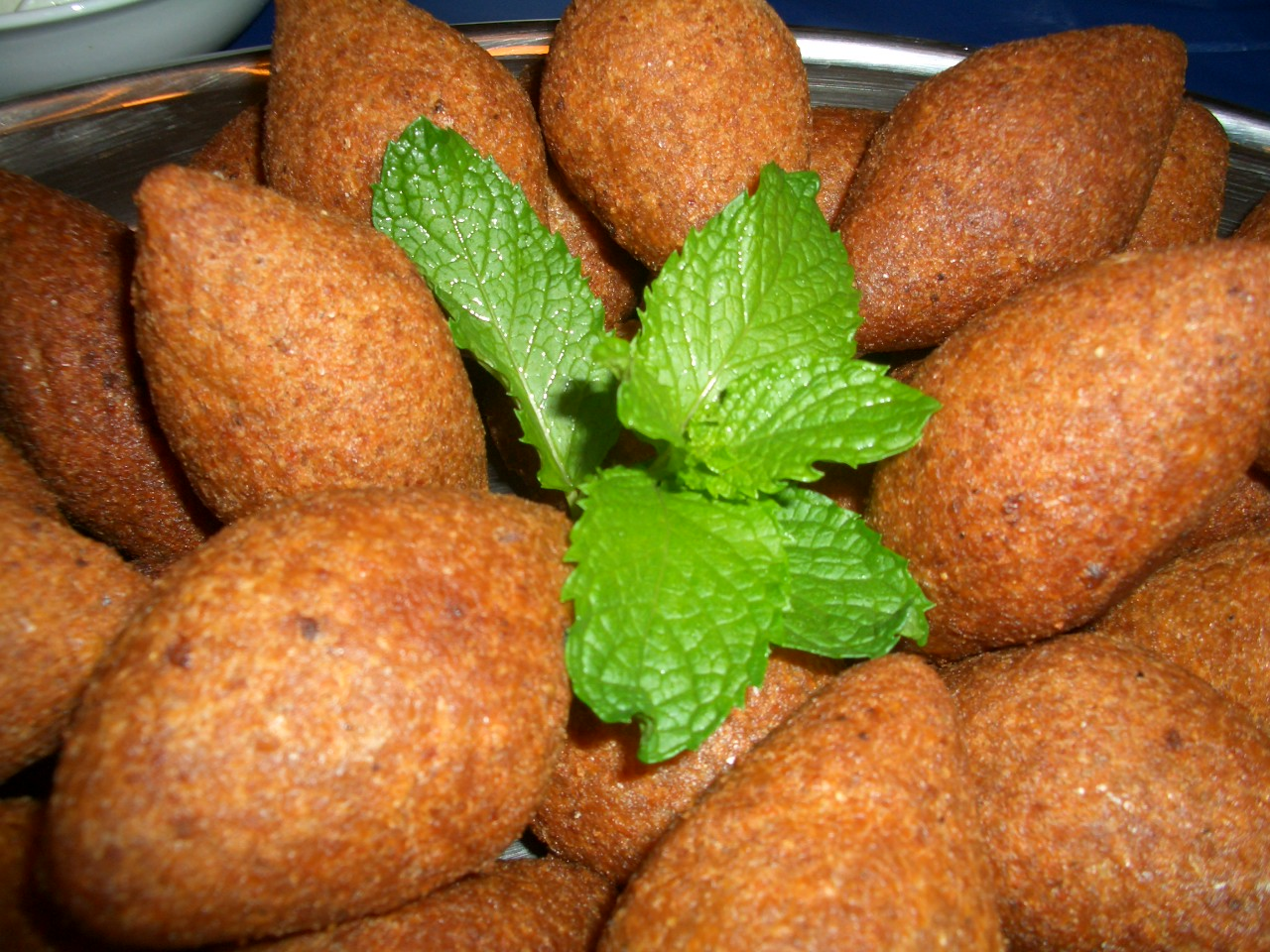
الكبّة؛ هي من الأطباق الآشوريَّة العراقيَّة التقليديَّة.

يُعتبر مسيحيو العراق من أقدم المجتمعات المسيحية المستمرة في العالم، والغالبية العظمى منهم هم من الآشوريين الأصليين الناطقين باللغات الآرامية الشرقية، ويتألف المطبخ الآشوري/السرياني/الكلداني من مجموعة واسعة من الأطعمة التي يعدها الآشوريون/السريان/الكلدان في تركيا وإيران والعراق وسوريا أو في أي مكان في العالم في المهجر. يشبه هذا المطبخ المأكولات الشرق أوسطية الأخرى مثل المطبخ التركي والمطبخ الشامي والعراقي والأرمني والإيراني، حيث تشبه معظم الأطباق الآشوريَّة مأكولات وأطباق المنطقة التي يعيش فيها الشعب الآشوري/السرياني/الكلداني. وفي المناسبات الاجتماعية التي يكون المشاركون فيها من المسيحيين غالبًا ما تقدم مشروبات كحولية على خلاف ما هو سائد لدى أغلب المجتمعات العراقيَّة لكون الشريعة الإسلامية تحرّم مثل هذه المشروبات.
المطبخ الآشوري العراقي غني في الحبوب واللحوم والطماطم، والبطاطس. عادًة ما يتم تقديم الأرز مع كل وجبة مصحوبة بالحساء الذي يسفك عادة فوق الأرز. وعادة ما يتم شرب الشاي في جميع الأوقات من اليوم مصاحبًا مع وجبات الطعام، أو كمشروب الاجتماعي. تتشابه نمط الأطعمة والمأكولات في المطبخ الآشوري مع تلك التي تنتشر في المحيط في الشرق الأوسط، ومنها الشاورما والشيش برك وتعتبر الكبة، والكفتة الآشوريَّة، والورق دوالي، والكباب، والهريسة، والپاچة، والتبسي بالباذنجان وآش دوغ من أشهر مأكولات المطبخ الآشوري/السرياني/الكلداني والتي تعتمد على اللحم بشكل أساسي، هناك المحاشي بأنواعها المختلفة أيضًا تعتمد على اللحم. أما الأطعمة التي لا تعتمد على اللحوم جزئيًا أو كليًا والتي تؤكل بشكل خاص في أيام الصوم الكبير، فهي بدورها تقدم عادة ضمن الفطور، يمكن أن يذكر من ضمنها الفتة والفلافل والفول والحمص والبوريك، ولعلّ الفتوش والتبولة. أما الحلويات، فهي تقسم بين ما هو معروف باسم الحلو العربي كالكنافة، والقطايف، والعصيدة، والزلابية، والكليجا وراحة حلقوم. وعلى خلاف المجتمعات الإسلامية العربية والكردية العراقيَّة يتضمن مأكولات المطبخ المسيحي العراقي لحم الخنزير إذ لا توجد لدى أغلبية الطوائف المسيحية موانع بأكله.

### العصر العباسي

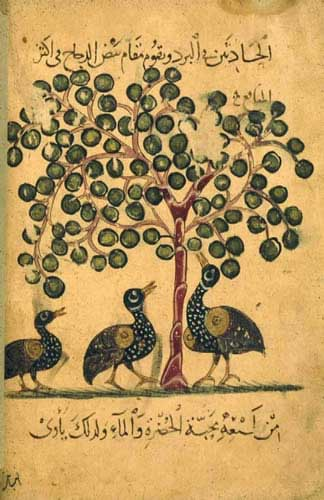
النسخة الأصلية من كتاب نعت الحيوان ومنافعه لابن بختيشوع، تعود للقرن العاشر الميلادي.

بالرغم من تغير الأوضاع السياسية بسقوط الساسانيين وظهور العرب، استمر الأدب الكنسي السرياني بالازدهار كما لعب دورا هاما في نقل التراث الثقافي لحضارات الفترة الكلاسيكية القديمة للعالم الإسلامي بترجمة الأعمال الفلسفية والطبية والعلوم الطبيعية إلى العربية ما أسهم في نشأة العصر الذهبي الإسلامي. وساهم في هذه الحركة رجال دين وعلمانيون على حد سواء. وقد اهتم المترجمون بالترجمة إلى السريانية كخطوة أولى ومن ثم للعربية حيث تأسس نتيجة للتواصل الحضاري المباشر بين اليونان والسريان نظام دقيق للترجمة بين لغتيهما وهو الأمر الذي لم يتوفر باللغة العربية.
كما بدأ السريان المشارقة باستعمال العربية في كتاباتهم غير أن السريانية استمرت اللغة الأدبية والطقسية للكنيسة. تتجسد حيوية الأدب السرياني الشرقي في العراق بذروة قوة كنيسة المشرق خلال بطريركية طيموثاوس الأول بنشاطات البطريرك المذكور الذي ألف أكثر من 200 رسالة فقدت معظمها. وبرز خلال هذه الفترة مجموعة من مفسري العهدين القديم والجديد أبرزهم يشوع بار نون صاحب كتاب الأسئلة المختارة ويشوعداد المروزي الذي عرف بتفسيره لكامل الكتاب المقدس.
خلال نفس القرن ترجم أيوب الرهاوي العديد من الكتب من اليونانية وألف أخرى ضاع جلها. واشتهر توما المرجي بكتابه كتاب الرؤساء الذي أرخ فيه للتاريخ الكنسي لكنيسة المشرق.
كان للمسيحيين في العراق خاصةً السريان والنساطرة دور مهم في الترجمة والعلوم، بخاصة أيام الدولة العباسية، وأدت الترجمة مهمة رئيسة في ازدهار الحضارة العربية الإسلامية، وقد أتقن العرب، والمسيحيون منهم خاصةً، الترجمة واستوعبوا محتويات الكتب المترجمة، بعدما عربوها وأعادوا صياغتها وطوروا مضمونها وأجروا عمليات نقد عليها وأعادوا إنتاج الثقافات السابقة لهم ووضعوها بين يدي العالم فيما بعد. لقد ترجم المسيحيون من اليونانية والسريانية والفارسية، واشتهر من المترجمين شمعون الراهب وجورجيوس أسقف حوران وجوارجيوس وجبريل بن بختيشوع الذين اشتهروا في الطب خاصةً، وبقيت أسرتهم آل بختيشوع مسؤولة عن الطب في الدولة العباسية طوال ثلاثة قرون وخرج منها أطباء الخلفاء العباسيين، وعَيَّن المأمون يوحنا بن ماسويه الذي ترجم وألف خمسين كتابًا رئيسًا لبيت الحكمة وكان أبوه أيضًا طبيبًا. كما كان حنين بن إسحق رئيسًا لبيت الحكمة ومترجمًا لـ 95 كتابًا، وقد خلفه في بيت الحكمة ابن أخته حبيش بن الأعسم. كما أقام المأمون يوحنا بن البطريق أمينًا على ترجمة الكتب الفلسفيَّة من اليونانيَّة والسريانيَّة إلى العربيَّة، وله أيضًا عدد من المصنفات، وقسطا بن لوقا، وتولّى كتب أرسطو وأبقراط ومنهم أيضًا إسحق الدمشقي ويحيى بن يونس والحجاج بن مطر وعيسى بن يحيى ويحيى بن عدي وعبد المسيح الكندي، وقد ترجموا وألفوا في الفلسفة والنواميس والتوحيد والطبيعيات والإلهيات والأخلاق والطب والرياضيات والنجوم والموسيقى وغيرها. يشير عدد من الباحثين بنوع خاص إلى تطور الفيزياء في اللغة السريانية. وكان لترجمتهم كتب الفلسفة إلى العربية أثر كبير في ظهور فرق المعتزلة التي تجعل من العقل الحكم الوحيد في تفسير أحكام الشريعة الإسلامية. وقد وصف الجاحظ وضع المسيحيين خلال العصر العباسي :«إن النصارى  متكلمين وأطباء ومنجمين وعندهم عقلاء وفلاسفة وحكماء... وان منهم كتّاب السلاطين وفرّاشي الملوك وأطباء الأشراف والعطّارين والصيارفة... وأنهم أتخذوا البراذين والخيل واتخذوا الشاكرية والخدم والمستخدمين وامتنع كثير من كبرائهم من عطاء الجزية».

## كنائس في العراق
| كنيسة مار كوركيس الجديدة برطلة أُنشئَت عام 1930 | كنيسة مار كوركيس القديمة برطلة أُنشئَت عام 1701 | كنيسة السيدة مريم العذراء للسريان الأرثوذكس برطلة أُنشئَت عام 1890 | كنيسة الخضراء السريانية تكريت أُنشئَت عام 700 | كنيسة الأرمن بالقرب من أحد المساجد في البصرة | كنيسة مار افرام البصرة | كنيسة الأرمن بالقرب في البصرة أُنشئَت عام 1736 | كنيسة الطاهرة الكبرى بغديدا أُنشئَت عام 1947 | مسيحيون سريان كاثوليك بغديدا | كنيسة السيدة العذراء بغداد أُنشئَت عام 1639 | كنيسة سيدة النجاة بغداد أُنشئَت عام 1968 | كنيسة سيدة النجاة بغداد أُنشئَت عام 1968 | داخل كنيسة أم الأحزان بغداد | داخل كنيسة أم الأحزان بغداد | احتفالات عيد القيامة بغداد | احتفال ديني مسيحي بغداد | احتفال أحد الشعانين بغداد | احتفالات خميس الأسرار بغداد | كنيسة الأدفنتست بغداد | كنيسة الارمن بغداد | كنيسة اللاتين الكاثوليك بغداد أُنشئَت عام 1721 | كنيسة الارمن بغداد | كنيسة على الطراز القوطي بغداد | احتفال مسيحي قرب عقد النصارى في بغداد عام 1920م | كنيسة السيدة العذراء حي الشورجة في بغداد أُنشئَت عام 1639 | كنيسة مريم العذراء(مسكنته) الأرمنية بغداد أُنشئَت عام 1623 | أبرشية أربيل الكلدانية اربيل أُنشئَت عام 1968 | كاتدرائية مار كوكيس الشهيد زاخو | كاتدرائية مار كوكيس الشهيد زاخو | كنيسة الشهداء سميل | كنيسة مار يعقوب تللسقف أُنشئَت عام 1300 | شبيبة كلدانية كاثوليكية تللسقف | دير مار إيليا الموصل أُنشئَت عام 600 | دير الربان هرمزد ألقوش أُنشئَت عام 640 | دير الربان هرمزد ألقوش | كنيسة القديس ميخائيل ألقوش | كنيسة القديس جريس ألقوش | صلاة في كنيسة القديس جريس ألقوش | كاتدرائية القديس يوسف الكلدانية عنكاوا | كاتدرائية القديس يوحنا المعمدان الآشورية عنكاوا | الكنيسة السريانية الأرثوذكسية عنكاوا | كنيسة القديس جريس عنكاوا | مزار مار إيليا عنكاوا | الكنيسة الكلدانية الكاثوليكية عنكاوا | صلاة في دير القديس متى السرياني الموصل | كنيسة الآباء الدومنيكان الموصل أُنشئَت عام 1866 | كنيسة الآباء الدومنيكان الموصل أُنشئَت عام 1866 | كنيسة الآباء الدومنيكان الموصل أُنشئَت عام 1866 | كنيسة الآباء الدومنيكان الموصل أُنشئَت عام 1866 | آثار كنيسة مسيحية سنجار | احتفال أحد الشعانين ألقوش | احتفال أحد الشعانين ألقوش | احتفال أحد الشعانين ألقوش | احتفال أحد الشعانين ألقوش | احتفال أحد الشعانين ألقوش | كنيسة مار نرساي الآشورية دهوك |

## مقالات ذات صلة
- سكان العراق
- أرمن العراق
- كنائس بغداد
- المسيحية في كردستان العراق

## وصلات خارجية
- التسمية القومية للآثوريين السريان شرقيين وغربيين في العراق وغيره